# Rennrodel-Weltcup 2018/19
Der Rennrodel-Weltcup 2018/19 wurde in neun Weltcuprennen in sechs Ländern ausgetragen. Es war die 42. Auflage des Rennrodel-Weltcups seit der ersten Austragung 1977/78. Dabei wurden im Rahmen der neun Weltcuprennen sechs Rennen im Teamstaffelweltcup und drei Rennen im Sprintweltcup veranstaltet. Den Höhepunkt der Saison bildeten die Rennrodel-Weltmeisterschaften 2019 in Winterberg.
Titelverteidiger der Gesamtweltcups waren die Deutschen Felix Loch (Einsitzer der Männer), Natalie Geisenberger (Einsitzer der Frauen) sowie Toni Eggert und Sascha Benecken (Doppelsitzer). Den Teamstaffelweltcup des Winters 2017/18 hatte Deutschland gewonnen. In den Sprintweltcups siegten der Österreicher Wolfgang Kindl bei den Männern, die Deutsche Natalie Geisenberger bei den Frauen und das lettische Doppelsitzerpaar Andris und Juris Šics.
In den Rahmen des Weltcups wurden in sogenannten Race-in-Race-Rennen aus Termingründen auch die kontinentalen Meisterschaften ausgetragen:
- Lake Placid: Rennrodel-Amerika-Pazifikmeisterschaften 2018
- Oberhof: Rennrodel-Europameisterschaften 2019.

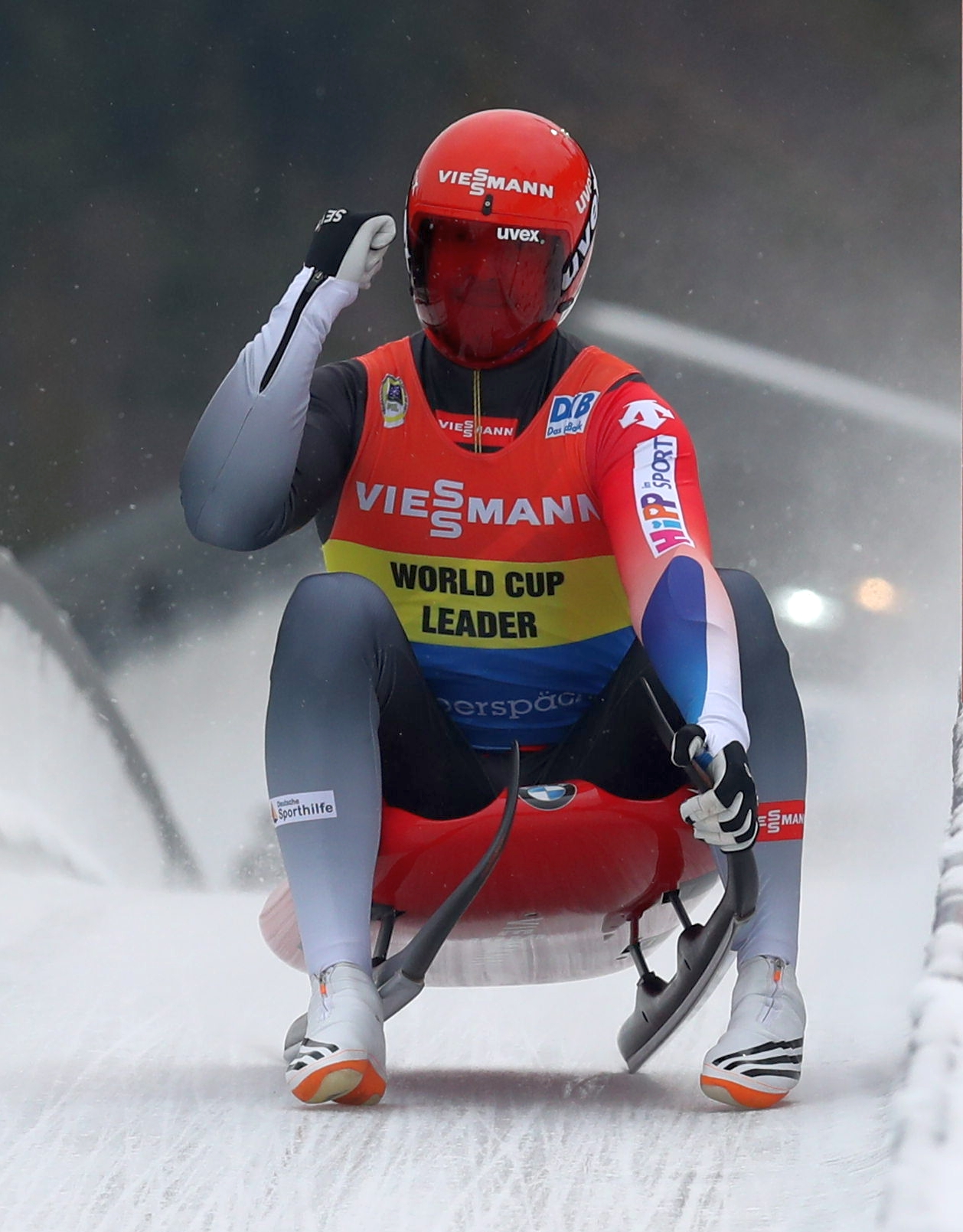
Felix Loch
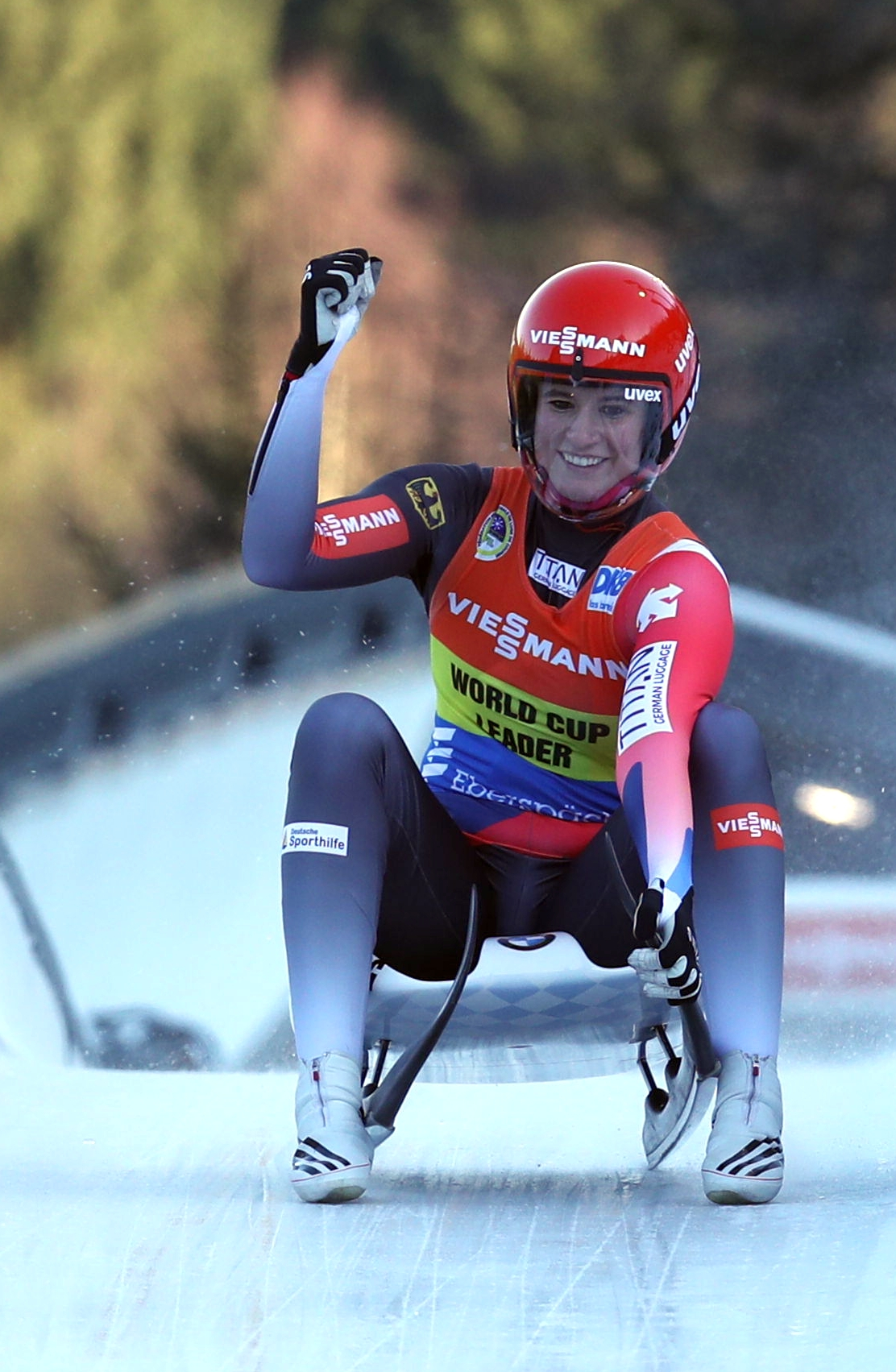
Natalie Geisenberger
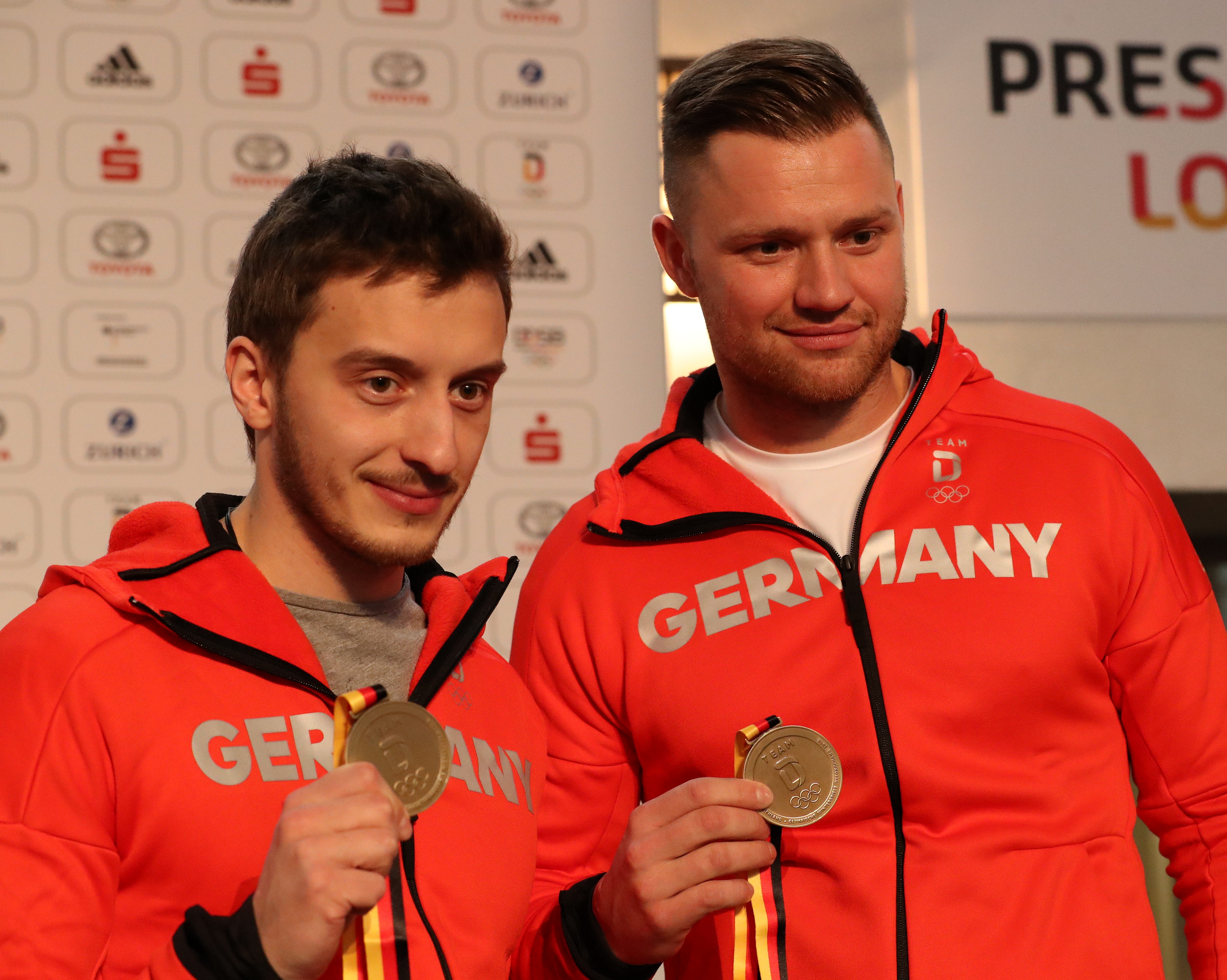
Toni Eggert und Sascha Benecken
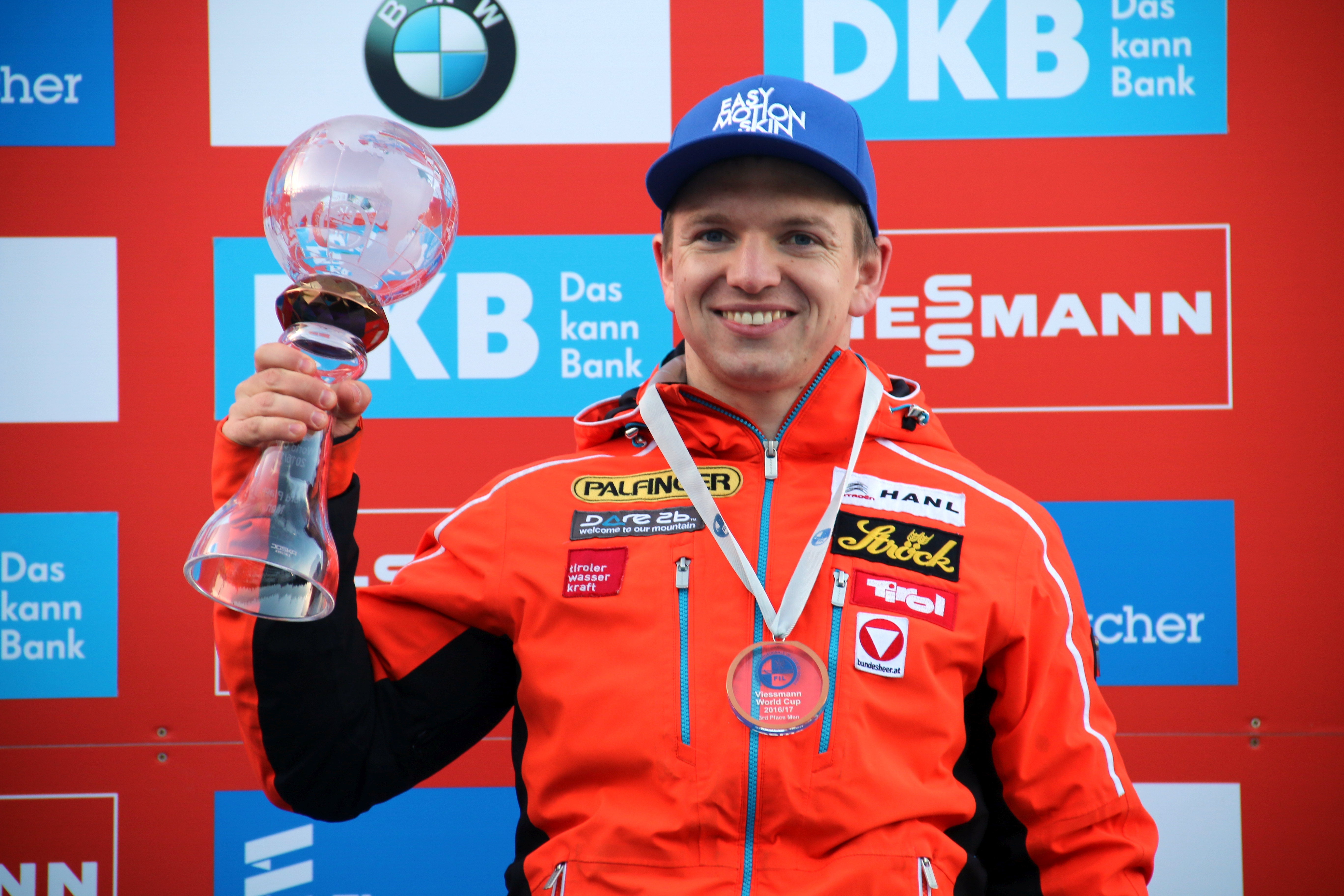
Wolfgang Kindl
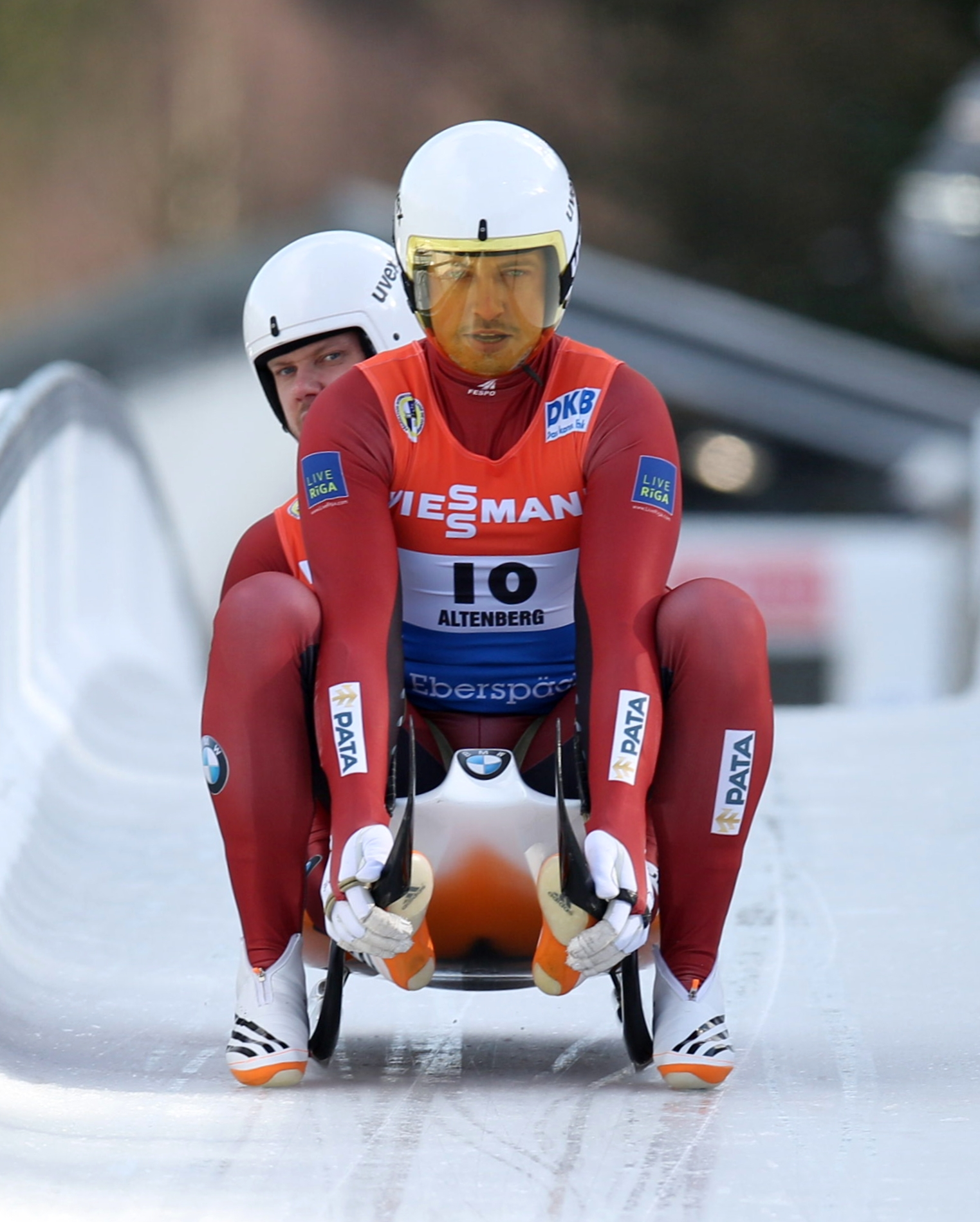
Andris und Juris Šics

## Punkte
Das Wertungssystem für den Welt- und Nationencup ist gleichartig. Die ersten 40 Rodler und Rodlerinnen erhalten absteigend von der Maximalpunktzahl 100 bis einen Punkt auf Rang 40. Auch alle Ränge nach Platz 40 werden gezählt und bekommen einen Punkt, solange die Athleten das Ziel erreichten.
| Platz  | 1   | 2  | 3  | 4  | 5  | 6  | 7  | 8  | 9  | 10 | 11 | 12 | 13 | 14 | 15 | 16 | 17 | 18 | 19 | 20 | 21 | 22 | 23 | 24 | 25 | 26 | 27 | 28 | 29 | 30 | 31 | 32 | 33 | 34 | 35 | 36 | 37 | 38 | 39 | 40+ |
| Punkte | 100 | 85 | 70 | 60 | 55 | 50 | 46 | 42 | 39 | 36 | 34 | 32 | 30 | 28 | 26 | 25 | 24 | 23 | 22 | 21 | 20 | 19 | 18 | 17 | 16 | 15 | 14 | 13 | 12 | 11 | 10 | 9  | 8  | 7  | 6  | 5  | 4  | 3  | 2  | 1   |

## Weltcupergebnisse
| Datum                                                                     | Ort                           | Disziplin           | Sieger(in)                                                                               | Zweite(r)                                                                                | Dritte(r)                                                                                |
| ------------------------------------------------------------------------- | ----------------------------- | ------------------- | ---------------------------------------------------------------------------------------- | ---------------------------------------------------------------------------------------- | ---------------------------------------------------------------------------------------- |
| 24. bis 25. November 2018                                                 | Innsbruck-Igls                | Frauen              | Natalie Geisenberger                                                                     | Julia Taubitz                                                                            | Tatjana Hüfner                                                                           |
| 24. bis 25. November 2018                                                 | Innsbruck-Igls                | Frauen Sprint       | Natalie Geisenberger                                                                     | Julia Taubitz                                                                            | Dajana Eitberger                                                                         |
| 24. bis 25. November 2018                                                 | Innsbruck-Igls                | Männer              | Johannes Ludwig                                                                          | Dominik Fischnaller                                                                      | Wolfgang Kindl                                                                           |
| 24. bis 25. November 2018                                                 | Innsbruck-Igls                | Männer Sprint       | Wolfgang Kindl                                                                           | Alexander Gorbazewitsch                                                                  | Felix Loch                                                                               |
| 24. bis 25. November 2018                                                 | Innsbruck-Igls                | Doppelsitzer        | Thomas Steu Lorenz Koller                                                                | Toni Eggert Sascha Benecken                                                              | Wladislaw Juschakow Juri Prochorow                                                       |
| 24. bis 25. November 2018                                                 | Innsbruck-Igls                | Doppelsitzer Sprint | Thomas Steu Lorenz Koller                                                                | Wladislaw Juschakow Juri Prochorow                                                       | Tobias Wendl Tobias Arlt                                                                 |
| 30. Nov. bis 1. Dez. 2018                                                 | Whistler                      | Frauen              | Natalie Geisenberger                                                                     | Julia Taubitz                                                                            | Emily Sweeney                                                                            |
| 30. Nov. bis 1. Dez. 2018                                                 | Whistler                      | Männer              | Wolfgang Kindl                                                                           | Felix Loch                                                                               | Reinhard Egger                                                                           |
| 30. Nov. bis 1. Dez. 2018                                                 | Whistler                      | Doppelsitzer        | Toni Eggert Sascha Benecken                                                              | Robin Geueke David Gamm                                                                  | Tobias Wendl Tobias Arlt                                                                 |
| 30. Nov. bis 1. Dez. 2018                                                 | Whistler                      | Teamstaffel         | RusslandTatjana Iwanowa Semjon Pawlitschenko Wsewolod Kaschkin Konstantin Korschunow     | DeutschlandNatalie Geisenberger Felix Loch Toni Eggert Sascha Benecken                   | KanadaKyla Graham Reid Watts Tristan Walker Justin Snith                                 |
| 7. bis 8. Dezember 2018                                                   | Calgary                       | Frauen              | Julia Taubitz                                                                            | Natalie Geisenberger                                                                     | Kimberley McRae                                                                          |
| 7. bis 8. Dezember 2018                                                   | Calgary                       | Männer              | Wolfgang Kindl                                                                           | Roman Repilow                                                                            | David Gleirscher                                                                         |
| 7. bis 8. Dezember 2018                                                   | Calgary                       | Doppelsitzer        | Tobias Wendl Tobias Arlt                                                                 | Toni Eggert Sascha Benecken                                                              | Thomas Steu Lorenz Koller                                                                |
| 7. bis 8. Dezember 2018                                                   | Calgary                       | Teamstaffel         | DeutschlandJulia Taubitz Felix Loch Tobias Wendl Tobias Arlt                             | Vereinigte StaatenSummer Britcher Tucker West Christopher Mazdzer Jayson Terdiman        | ÖsterreichBirgit Platzer Wolfgang Kindl Thomas Steu Lorenz Koller                        |
| 15. bis 16. Dezember 2018                                                 | Lake Placid zugleich APM 2018 | Frauen              | Dajana Eitberger                                                                         | Natalie Geisenberger                                                                     | Julia Taubitz                                                                            |
| 15. bis 16. Dezember 2018                                                 | Lake Placid zugleich APM 2018 | Frauen Sprint       | Natalie Geisenberger                                                                     | Summer Britcher                                                                          | Julia Taubitz                                                                            |
| 15. bis 16. Dezember 2018                                                 | Lake Placid zugleich APM 2018 | Männer              | Roman Repilow                                                                            | Johannes Ludwig                                                                          | Reinhard Egger                                                                           |
| 15. bis 16. Dezember 2018                                                 | Lake Placid zugleich APM 2018 | Männer Sprint       | Roman Repilow                                                                            | Semjon Pawlitschenko                                                                     | Johannes Ludwig                                                                          |
| 15. bis 16. Dezember 2018                                                 | Lake Placid zugleich APM 2018 | Doppelsitzer        | Toni Eggert Sascha Benecken                                                              | Tobias Wendl Tobias Arlt                                                                 | Thomas Steu Lorenz Koller                                                                |
| 15. bis 16. Dezember 2018                                                 | Lake Placid zugleich APM 2018 | Doppelsitzer Sprint | Toni Eggert Sascha Benecken                                                              | Christopher Mazdzer Jayson Terdiman                                                      | Tristan Walker Justin Snith                                                              |
| 5. bis 6. Januar 2019                                                     | Königssee                     | Frauen              | Julia Taubitz                                                                            | Summer Britcher                                                                          | Hannah Prock                                                                             |
| 5. bis 6. Januar 2019                                                     | Königssee                     | Männer              | Reinhard Egger                                                                           | Dominik Fischnaller                                                                      | Sebastian Bley                                                                           |
| 5. bis 6. Januar 2019                                                     | Königssee                     | Doppelsitzer        | Toni Eggert Sascha Benecken                                                              | Tobias Wendl Tobias Arlt                                                                 | Thomas Steu Lorenz Koller                                                                |
| 5. bis 6. Januar 2019                                                     | Königssee                     | Teamstaffel         | DeutschlandJulia Taubitz Sebastian Bley Toni Eggert Sascha Benecken                      | ÖsterreichHannah Prock Reinhard Egger Thomas Steu Lorenz Koller                          | Vereinigte StaatenSummer Britcher Tucker West Christopher Mazdzer Jayson Terdiman        |
| 12. bis 13. Januar 2019                                                   | Sigulda                       | Frauen              | Tatjana Iwanowa                                                                          | Natalie Geisenberger                                                                     | Summer Britcher                                                                          |
| 12. bis 13. Januar 2019                                                   | Sigulda                       | Männer              | Semjon Pawlitschenko                                                                     | Alexander Gorbazewitsch                                                                  | David Gleirscher                                                                         |
| 12. bis 13. Januar 2019                                                   | Sigulda                       | Doppelsitzer        | Toni Eggert Sascha Benecken                                                              | Oskars Gudramovičs Pēteris Kalniņš                                                       | Andris Šics Juris Šics                                                                   |
| 12. bis 13. Januar 2019                                                   | Sigulda                       | Teamstaffel         | LettlandKendija Aparjode Kristers Aparjods Oskars Gudramovičs Pēteris Kalniņš            | RusslandTatjana Iwanowa Semjon Pawlitschenko Wladislaw Juschakow Juri Prochorow          | DeutschlandNatalie Geisenberger Felix Loch Toni Eggert Sascha Benecken                   |
| 25. bis 27. Januar 2019: Rennrodel-Weltmeisterschaften 2019 in Winterberg |                               |                     |                                                                                          |                                                                                          |                                                                                          |
| 2. bis 3. Februar 2019                                                    | Altenberg zugleich AM 2019    | Frauen              | Sandra Robatscher                                                                        | Natalie Geisenberger                                                                     | Wiktorija Demtschenko                                                                    |
| 2. bis 3. Februar 2019                                                    | Altenberg zugleich AM 2019    | Männer              | Felix Loch                                                                               | Reinhard Egger                                                                           | Johannes Ludwig                                                                          |
| 2. bis 3. Februar 2019                                                    | Altenberg zugleich AM 2019    | Doppelsitzer        | Thomas Steu Lorenz Koller                                                                | Toni Eggert Sascha Benecken                                                              | Andris Šics Juris Šics                                                                   |
| 2. bis 3. Februar 2019                                                    | Altenberg zugleich AM 2019    | Teamstaffel         | Absage wegen irregulärer Wetterbedingungen. Ersatzrennen am 24. Februar 2019 in Sotschi. | Absage wegen irregulärer Wetterbedingungen. Ersatzrennen am 24. Februar 2019 in Sotschi. | Absage wegen irregulärer Wetterbedingungen. Ersatzrennen am 24. Februar 2019 in Sotschi. |
| 9. bis 10. Februar 2019                                                   | Oberhof zugleich EM 2019      | Frauen              | Natalie Geisenberger                                                                     | Tatjana Hüfner                                                                           | Dajana Eitberger                                                                         |
| 9. bis 10. Februar 2019                                                   | Oberhof zugleich EM 2019      | Männer              | Semjon Pawlitschenko                                                                     | Roman Repilow                                                                            | Kristers Aparjods                                                                        |
| 9. bis 10. Februar 2019                                                   | Oberhof zugleich EM 2019      | Doppelsitzer        | Tobias Wendl Tobias Arlt                                                                 | Toni Eggert Sascha Benecken                                                              | Andris Šics Juris Šics                                                                   |
| 9. bis 10. Februar 2019                                                   | Oberhof zugleich EM 2019      | Teamstaffel         | ItalienAndrea Vötter Dominik Fischnaller Ivan Nagler Fabian Malleier                     | DeutschlandNatalie Geisenberger Johannes Ludwig Tobias Wendl Tobias Arlt                 | LettlandElīza Cauce Inārs Kivlenieks Andris Šics Juris Šics                              |
| 23. bis 24. Februar 2019                                                  | Sotschi                       | Frauen              | Natalie Geisenberger                                                                     | Wiktorija Demtschenko                                                                    | Dajana Eitberger                                                                         |
| 23. bis 24. Februar 2019                                                  | Sotschi                       | Frauen Sprint       | Wiktorija Demtschenko                                                                    | Dajana Eitberger                                                                         | Natalie Geisenberger                                                                     |
| 23. bis 24. Februar 2019                                                  | Sotschi                       | Männer              | Semjon Pawlitschenko                                                                     | Roman Repilow                                                                            | Dominik Fischnaller                                                                      |
| 23. bis 24. Februar 2019                                                  | Sotschi                       | Männer Sprint       | Semjon Pawlitschenko                                                                     | Roman Repilow                                                                            | Maxim Arawin                                                                             |
| 23. bis 24. Februar 2019                                                  | Sotschi                       | Doppelsitzer        | Alexander Denissjew Wladislaw Antonow                                                    | Toni Eggert Sascha Benecken                                                              | Wsewolod Kaschkin Konstantin Korschunow                                                  |
| 23. bis 24. Februar 2019                                                  | Sotschi                       | Doppelsitzer Sprint | Alexander Denissjew Wladislaw Antonow                                                    | Andris Šics Juris Šics                                                                   | Toni Eggert Sascha Benecken                                                              |
| 23. bis 24. Februar 2019                                                  | Sotschi                       | Teamstaffel         | RusslandWiktorija Demtschenko Semjon Pawlitschenko Alexander Denissjew Wladislaw Antonow | DeutschlandNatalie Geisenberger Felix Loch Toni Eggert Sascha Benecken                   | LettlandKendija Aparjode Kristers Aparjods Andris Šics Juris Šics                        |

## Frauen

### Gesamtweltcup-Punktstand im Einsitzer der Frauen
| Rang | Name                     | Land                   | INS | INS-Sp | WHI | CAL | LAP | LAP-Sp | KOE | SIG | ALT | OBE | SOT  | SOT-Sp | Punkte |
| ---- | ------------------------ | ---------------------- | --- | ------ | --- | --- | --- | ------ | --- | --- | --- | --- | ---- | ------ | ------ |
| 01.  | Natalie Geisenberger     | Deutschland            | 100 | 100    | 100 | 085 | 085 | 100    | 042 | 085 | 085 | 100 | 100  | 070    | 1052   |
| 02.  | Julia Taubitz            | Deutschland            | 085 | 085    | 085 | 100 | 070 | 070    | 100 | 039 | 017 | 055 | 055  | 032    | 0793   |
| 03.  | Summer Britcher          | Vereinigte Staaten     | 050 | 060    | 025 | 055 | 055 | 085    | 085 | 070 | 021 | 050 | 039  | 042    | 0637   |
| 04.  | Dajana Eitberger         | Deutschland            | 042 | 070    | 042 | 016 | 100 | 050    | 028 | 042 | 016 | 070 | 070  | 085    | 0631   |
| 05.  | Tatjana Iwanowa          | Russland               | 060 | 050    | 050 | 034 | 034 | 046    | 060 | 100 | 036 | 046 | 042  | 034    | 0592   |
| 06.  | Tatjana Hüfner           | Deutschland            | 070 | 026    | 060 | 046 | 032 | 039    | 026 | 050 | 046 | 085 | 046  | 046    | 0572   |
| 07.  | Andrea Vötter            | Italien                | 055 | 046    | 036 | 060 | 030 | 026    | 036 | 060 | 055 | 060 | 032  | 050    | 0546   |
| 08.  | Elīza Cauce              | Lettland               | 026 | 032    | 060 | 042 | 026 | 036    | 055 | 046 | 050 | 032 | 036  | dnf    | 0441   |
| 09.  | Wiktorija Demtschenko    | Russland               | 046 | 030    | 014 | 012 | 021 | 00–    | 012 | 00– | 070 | 030 | 085  | 100    | 0420   |
| 10.  | Kendija Aparjode         | Lettland               | 039 | 034    | 046 | 012 | 017 | 00–    | 032 | 055 | 039 | 025 | 060  | 060    | 0419   |
| 11.  | Jekaterina Baturina      | Russland               | 032 | 039    | 039 | 026 | 042 | 030    | 012 | 034 | 026 | 042 | 050  | 036    | 0408   |
| 12.  | Ulla Zirne               | Lettland               | 023 | 00–    | 024 | 039 | 028 | 028    | 039 | 036 | 042 | 036 | 028  | 055    | 0378   |
| 13.  | Madeleine Egle           | Österreich             | 034 | 028    | 032 | 023 | 023 | 00–    | 050 | 018 | 030 | 034 | 034  | 030    | 0346   |
| 14.  | Sandra Robatscher        | Italien                | 018 | 00–    | 030 | 021 | 036 | 034    | 030 | 024 | 100 | 026 | 026  | dnf    | 0345   |
| 15.  | Emily Sweeney            | Vereinigte Staaten     | 00– | 00–    | 070 | 050 | 060 | 060    | 020 | 00– | 060 | 00– | dns² | 00–    | 0320   |
| 16.  | Jekaterina Katnikowa     | Russland               | 030 | 036    | 028 | 022 | 039 | 032    | 024 | 032 | 020 | 024 | dnf¹ | 00–    | 0287   |
| 17.  | Natalie Maag             | Schweiz                | 019 | 00–    | 021 | 024 | 020 | 00–    | 025 | 022 | 028 | 039 | 030  | 039    | 0267   |
| 18.  | Raluca Strămăturaru      | Rumänien               | 028 | 042    | 034 | dsq | 025 | 00–    | 021 | 026 | 022 | 028 | 024  | 00–    | 0250   |
| 19.  | Birgit Platzer           | Österreich             | 036 | 055    | 019 | 032 | 022 | 00–    | 012 | 030 | 034 | 00– | 00–  | 00–    | 0240   |
| 20.  | Brittney Arndt           | Vereinigte Staaten     | 024 | 00–    | 015 | 026 | 050 | 055    | 022 | 025 | 00– | 00– | 00–  | 00–    | 0217   |
| 21.  | Kimberley McRae          | Kanada                 | 00– | 00–    | 00– | 070 | 046 | 042    | 00– | 00– | 00– | 00– | 00–  | 00–    | 0158   |
| 22.  | Olena Stezkiw            | Ukraine                | 011 | 00–    | 012 | 017 | 014 | 00–    | 016 | 023 | 032 | 021 | 00–  | 00–    | 0146   |
| 23.  | Carolyn Maxwell          | Kanada                 | 022 | 00–    | 020 | 036 | 018 | 00–    | 034 | 00– | 00– | 00– | 00–  | 00–    | 0130   |
| 24.  | Verónica Ravenna         | Argentinien            | 002 | 00–    | 016 | 019 | 016 | 00–    | 00– | 019 | 024 | 019 | 00–  | 00–    | 0115   |
| 25.  | Aileen Frisch            | Südkorea               | 009 | 00–    | 018 | 018 | 00– | 00–    | 019 | 021 | 019 | dnf | 00–  | 00–    | 0104   |
| 26.  | Raychel Germaine         | Vereinigte Staaten     | 025 | 00–    | 026 | 028 | 024 | 00–    | 00– | 00– | 00– | 00– | 00–  | 00–    | 0103   |
| 27.  | Brooke Apshkrum          | Kanada                 | 021 | 00–    | 017 | 030 | 019 | 00–    | 008 | 00– | 00– | 00– | 00–  | 00–    | 0095   |
| 28.  | Katarína Šimoňáková      | Slowakei               | 020 | 00–    | 00– | 00– | 00– | 00–    | 023 | 00– | 023 | 022 | 00–  | 00–    | 0088   |
| 29.  | Daria Obratov            | Niederlande            | 006 | 00–    | 00– | 009 | 013 | 00–    | 00– | 00– | 015 | 017 | 023  | 00–    | 0083   |
| 30.  | Lisa Schulte             | Österreich             | 00– | 00–    | 00– | 00– | 00– | 00–    | 046 | 00– | 00– | 00– | 025  |        | 0071   |
| 31.  | Hannah Prock             | Österreich             | 00– | 00–    | 00– | 00– | 00– | 00–    | 070 | 00– | 00– | 00– | 00–  | 00–    | 0070   |
| 32.  | Ewa Kuls-Kusyk           | Polen                  | 017 | 00–    | 011 | 00– | 015 | 00–    | 00– | 00– | 00– | 023 | 00–  | 00–    | 0066   |
| 33.  | Mihaela-Carmen Manolescu | Rumänien               | 012 | 00–    | 00– | 00– | 00– | 00–    | dnf | 017 | 018 | 018 | 00–  | 00–    | 0065   |
| 34.  | Klaudia Domaradzka       | Polen                  | 008 | 00–    | 00– | 00– | 00– | 00–    | 017 | 020 | 00– | 012 | dnf¹ | 00–    | 0057   |
| 35.  | Hyesun Jung              | Südkorea               | 007 | 00–    | 010 | 011 | 00– | 00–    | 009 | 018 | 00– | 00– | 00–  | 00–    | 0055   |
| 36.  | Natalia Wojtuściszyn     | Polen                  | 016 | 00–    | 013 | 020 | 00– | 00–    | 00– | 00– | 00– | 00– | 00–  | 00–    | 0049   |
| 36.  | Kyla Graham              | Kanada                 | 014 | 00–    | 023 | 012 | 00– | 00–    | 00– | 00– | 00– | 00– | 00–  | 00–    | 0049   |
| 36.  | Dania Obratov            | Niederlande            | 001 | 00–    | 00– | 008 | 012 | 00–    | 00– | 00– | 012 | 016 | dnf² | 00–    | 0049   |
| 39.  | Trinity Ellis            | Kanada                 | 00– | 00–    | 00– | 00– | 00– | 00–    | dnf | 00– | 025 | 020 | 00–  | 00–    | 0045   |
| 40.  | Lin Sin-rong             | Chinesisch Taipeh      | 001 | 00–    | 00– | 00– | 00– | 00–    | 00– | 016 | 012 | 012 | 00–  | 00–    | 0041   |
| 40.  | Danielle Scott           | Vereinigtes Königreich | 005 | 00–    | 00– | 00– | 00– | 00–    | 007 | 00– | 014 | 015 | 00–  | 00–    | 0041   |
| 42.  | Makena Hodgson           | Kanada                 | 013 | 00–    | 022 | 00– | 00– | 00–    | 00– | 00– | 00– | 00– | 00–  | 00–    | 0035   |
| 43.  | Elsa Desmond             | Vereinigtes Königreich | 004 | 00–    | 00– | 010 | 00– | 00–    | dnf | 00– | 00– | 014 | 00–  | 00–    | 0028   |
| 44.  | Julianna Tunyzka         | Ukraine                | 00– | 00–    | 00– | 00– | 00– | 00–    | 018 | 00– | 00– | 00– | 00–  | 00–    | 0018   |
| 45.  | Anna Saulīte             | Österreich             | 015 | 00–    | 00– | 00– | 00– | 00–    | 00– | 00– | 00– | 00– | 00–  | 00–    | 0015   |
| 46.  | Michaela Maršíková       | Tschechien             | 00– | 00–    | 00– | 00– | 00– | 00–    | 012 | 00– | 00– | 00– | 00–  | 00–    | 0012   |
| 47.  | Tove Kohala              | Schweden               | 00– | 00–    | 00– | 00– | 00– | 00–    | 011 | 00– | 00– | 00– | 00–  | 00–    | 0011   |
| 48.  | Lisa Lerch               | Österreich             | 010 | 00–    | 00– | 00– | 00– | 00–    | 00– | 00– | 00– | 00– | 00–  | 00–    | 0010   |
| 49.  | Olena Smaha              | Ukraine                | 00– | 00–    | 00– | 00– | 00– | 00–    | 010 | 00– | 00– | 00– | 00–  | 00–    | 0010   |
| 50.  | Andrea Pavlíková         | Slowakei               | 003 | 00–    | 00– | 00– | 00– | 00–    | 00– | 00– | 00– | 00– | 00–  | 00–    | 0003   |

| Legende   | Legende   | Legende   | Legende |
| --------- | --------- | --------- | --- |
| 1         | 2         | 3         | Podest-Platzierungen |
| 4 bis 10  | 4 bis 10  | 4 bis 10  | übrige Top-10-Platzierungen |
| 11 bis 28 | 11 bis 28 | 11 bis 28 | Punktegewinne immerhalb der Weltcuprennen |
| 29 bis 40 | 29 bis 40 | 29 bis 40 | Punktegewinne immerhalb der Nationencuprennen |
| ab 41     | ab 41     | ab 41     | Punktegewinne immerhalb der Nationencuprennen |
| DNF       | DNF       | DNF       | Did not finish / Weltcuprennen begonnen aber nicht beendet; die 12 Punkte beziehen sich auf die über den bestandenen Nationencup erhaltenen Punkte und entsprechen der höchsten Punktzahl einer Nichtqualifikantin |
| DNF       | DNF       | DNF       | Did not finish / Nationencuprennen begonnen aber nicht beendet |
| DNS       | DNS       | DNS       | Did not start / für das Weltcuprennen gemeldet, aber nicht zum Rennen angetreten |
| DNS       | DNS       | DNS       | Did not start / für das Nationencuprennen gemeldet, aber nicht zum Rennen angetreten |
| DSQ       | DSQ       | DSQ       | Disqualifikation / im Rahmen des Weltcuprennens disqualifiziert |
| DSQ       | DSQ       | DSQ       | Disqualifikation / im Rahmen des Nationencuprennens disqualifiziert |

### Platzierungen in den Weltcuprennen der Frauen
Der Rang bezieht sich auf die Platzierung im Gesamtweltcup.
| Rang | Name                     | Land                   | INS | INS-Sp | WHI | CAL | LAP | LAP-Sp | KOE | SIG | ALT | OBE | SOT  | SOT-Sp |
| ---- | ------------------------ | ---------------------- | --- | ------ | --- | --- | --- | ------ | --- | --- | --- | --- | ---- | ------ |
| 01.  | Natalie Geisenberger     | Deutschland            | 01  | 01     | 01  | 02  | 02  | 01     | 08  | 02  | 02  | 01  | 01   | 03     |
| 02.  | Julia Taubitz            | Deutschland            | 02  | 02     | 02  | 01  | 03  | 03     | 01  | 09  | 24  | 05  | 05   | 12     |
| 03.  | Summer Britcher          | Vereinigte Staaten     | 06  | 04     | 16  | 05  | 05  | 02     | 02  | 03  | 20  | 06  | 09   | 08     |
| 04.  | Dajana Eitberger         | Deutschland            | 08  | 03     | 08  | 25  | 01  | 06     | 14  | 08  | 25  | 03  | 03   | 02     |
| 05.  | Tatjana Iwanowa          | Russland               | 04  | 06     | 06  | 11  | 11  | 07     | 04  | 01  | 10  | 07  | 08   | 11     |
| 06.  | Tatjana Hüfner           | Deutschland            | 03  | 15     | 04  | 07  | 12  | 09     | 15  | 06  | 07  | 02  | 07   | 07     |
| 07.  | Andrea Vötter            | Italien                | 05  | 07     | 10  | 04  | 13  | 15     | 10  | 04  | 05  | 04  | 12   | 06     |
| 08.  | Elīza Cauce              | Lettland               | 15  | 12     | 04  | 08  | 15  | 10     | 05  | 07  | 06  | 12  | 10   | dnf    |
| 09.  | Wiktorija Demtschenko    | Russland               | 07  | 13     | 27  | dnf | 20  | 00–    | dnf | 00– | 03  | 13  | 02   | 01     |
| 10.  | Kendija Aparjode         | Lettland               | 09  | 11     | 07  | dnf | 24  | 00–    | 12  | 05  | 09  | 16  | 04   | 04     |
| 11.  | Jekaterina Baturina      | Russland               | 12  | 09     | 09  | 15  | 08  | 13     | dnf | 11  | 15  | 08  | 06   | 10     |
| 12.  | Ulla Zirne               | Lettland               | 18  | 00–    | 17  | 09  | 14  | 14     | 09  | 10  | 08  | 10  | 14   | 05     |
| 13.  | Madeleine Egle           | Österreich             | 11  | 14     | 12  | 18  | 18  | 00–    | 06  | 14  | 13  | 11  | 11   | 13     |
| 14.  | Sandra Robatscher        | Italien                | 23  | 00–    | 13  | 20  | 10  | 11     | 13  | 17  | 01  | 15  | 15   | dnf    |
| 15.  | Emily Sweeney            | Vereinigte Staaten     | 00– | 00–    | 03  | 06  | 04  | 04     | 21  | 00– | 04  | 00– | dns² | 00–    |
| 16.  | Jekaterina Katnikowa     | Russland               | 13  | 10     | 14  | 19  | 09  | 12     | 17  | 12  | 21  | 17  | dnf¹ | 00–    |
| 17.  | Natalie Maag             | Schweiz                | 22  | 00–    | 20  | 17  | 21  | 00–    | 16  | 19  | 14  | 09  | 13   | 09     |
| 18.  | Raluca Strămăturaru      | Rumänien               | 14  | 08     | 11  | dsq | 16  | 00–    | 20  | 15  | 19  | 14  | 17   | 00–    |
| 19.  | Birgit Platzer           | Österreich             | 10  | 05     | 22  | 12  | 19  | 00–    | dnf | 13  | 11  | 00– | 00–  | 00–    |
| 20.  | Brittney Arndt           | Vereinigte Staaten     | 17  | 00–    | 26  | 15  | 06  | 05     | 19  | 16  | 00– | 00– | 00–  | 00–    |
| 21.  | Kimberley McRae          | Kanada                 | 00– | 00–    | 00– | 03  | 07  | 08     | 00– | 00– | 00– | 00– | 00–  | 00–    |
| 22.  | Olena Stezkiw            | Ukraine                | 00– | 00–    | 00– | 24  | 27  | 00–    | 25  | 18  | 12  | 20  | 00–  | 00–    |
| 23.  | Carolyn Maxwell          | Kanada                 | 19  | 00–    | 21  | 10  | 23  | 00–    | 11  | 00– | 00– | 00– | 00–  | 00–    |
| 24.  | Verónica Ravenna         | Argentinien            | 00– | 00–    | 25  | 22  | 25  | 00–    | 00– | 22  | 17  | 22  | 00–  | 00–    |
| 25.  | Aileen Frisch            | Südkorea               | 00– | 00–    | 23  | 23  | 00– | 00–    | 22  | 20  | 22  | 00– | 00–  | 00–    |
| 26.  | Raychel Germaine         | Vereinigte Staaten     | 16  | 00–    | 15  | 14  | 17  | 00–    | 00– | 00– | 00– | 00– | 00–  | 00–    |
| 27.  | Brooke Apshkrum          | Kanada                 | 20  | 00–    | 24  | 13  | 22  | 00–    | 00– | 00– | 00– | 00– | 00–  | 00–    |
| 28.  | Katarína Šimoňáková      | Slowakei               | 21  | 00–    | 00– | 00– | 00– | 00–    | 18  | 00– | 18  | 19  | 00–  | 00–    |
| 29.  | Daria Obratov            | Niederlande            | 00– | 00–    | 00– | 00– | 28  | 00–    | 00– | 00– | 26  | 24  | 18   | 00–    |
| 30.  | Lisa Schulte             | Österreich             | 00– | 00–    | 00– | 00– | 00– | 00–    | 07  | 00– | 00– | 00– | 16   | 00–    |
| 31.  | Hannah Prock             | Österreich             | 00– | 00–    | 00– | 00– | 00– | 00–    | 03  | 00– | 00– | 00– | 00–  | 00–    |
| 32.  | Ewa Kuls-Kusyk           | Polen                  | 24  | 00–    | 00– | 00– | 26  | 00–    | 00– | 00– | 00– | 18  | 00–  | 00–    |
| 33.  | Mihaela-Carmen Manolescu | Rumänien               | 00– | 00–    | 00– | 00– | 00– | 00–    | 00– | 24  | 23  | 23  | 00–  | 00–    |
| 34.  | Klaudia Domaradzka       | Polen                  | 00– | 00–    | 00– | 00– | 00– | 00–    | 24  | 21  | 00– | dnf | dnf¹ | 00–    |
| 35.  | Hyesun Jung              | Südkorea               | 00– | 00–    | 00– | 00– | 00– | 00–    | 00– | 23  | 00– | 00– | 00–  | 00–    |
| 36.  | Kyla Graham              | Kanada                 | 27  | 00–    | 18  | 00– | 00– | 00–    | 00– | 00– | 00– | 00– | 00–  | 00–    |
| 36.  | Natalia Wojtuściszyn     | Polen                  | 25  | 00–    | 28  | 21  | 00– | 00–    | 00– | 00– | 00– | 00– | 00–  | 00–    |
| 36.  | Dania Obratov            | Niederlande            | 00– | 00–    | 00– | 00– | 00– | 00–    | 00– | 00– | 00– | 25  | dnf² | 00–    |
| 39.  | Trinity Ellis            | Kanada                 | 00– | 00–    | 00– | 00– | 00– | 00–    | 00– | 00– | 16  | 21  | 00–  | 00–    |
| 40.  | Lin Sin-rong             | Chinesisch Taipeh      | 00– | 00–    | 00– | 00– | 00– | 00–    | 00– | 25  | dnf | 00– | 00–  | 00–    |
| 40.  | Danielle Louise Scott    | Vereinigtes Königreich | 00– | 00–    | 00– | 00– | 00– | 00–    | 00– | 00– | 27  | 26  | 00–  | 00–    |
| 42.  | Makena Hodgson           | Kanada                 | 28  | 00–    | 19  | 00– | 00– | 00–    | 00– | 00– | 00– | 00– | 00–  | 00–    |
| 43.  | Elsa Desmond             | Vereinigtes Königreich | 00– | 00–    | 00– | 00– | 00– | 00–    | 00– | 00– | 00– | 27  | 00–  | 00–    |
| 44.  | Julianna Tunyzka         | Ukraine                | 00– | 00–    | 00– | 00– | 00– | 00–    | 23  | 00– | 00– | 00– | 00–  | 00–    |
| 45.  | Anna Saulīte             | Österreich             | 26  | 00–    | 00– | 00– | 00– | 00–    | 00– | 00– | 00– | 00– | 00–  | 00–    |

### Sprintwertung der Frauen
| Rang | Name                  | Land               | Innsbruck | Lake Placid | Sotschi | Gesamtzeit |
| ---- | --------------------- | ------------------ | --------- | ----------- | ------- | ---------- |
| 01.  | Natalie Geisenberger  | Deutschland        | 29.887    | 37.667      | 31.642  | 1:39.196   |
| 02.  | Dajana Eitberger      | Deutschland        | 29.944    | 37.784      | 31.609  | +0.141     |
| 03.  | Summer Britcher       | Vereinigte Staaten | 30.104    | 37.745      | 31.906  | +0.559     |
| 04.  | Julia Taubitz         | Deutschland        | 29.909    | 37.753      | 32.403  | +0.869     |
| 05.  | Andrea Vötter         | Italien            | 30.228    | 38.089      | 31.779  | +0.900     |
| 06.  | Tatjana Iwanowa       | Russland           | 30.218    | 37.795      | 32.112  | +0.929     |
| 07.  | Jekaterina Baturina   | Russland           | 30.291    | 37.933      | 32.087  | +1.115     |
| 08.  | Tatjana Hüfner        | Deutschland        | 30.927    | 37.865      | 31.803  | +1.399     |
| –    | Elīza Cauce           | Lettland           | 30.339    | 37.882      | dnf     | –          |
| –    | Jekaterina Katnikowa  | Russland           | 30.301    | 37.908      | –       | –          |
| –    | Madeleine Egle        | Österreich         | 30.463    | –           | 32.544  | –          |
| –    | Wiktorija Demtschenko | Russland           | 30.379    | –           | 31.505  | –          |
| –    | Kendija Aparjode      | Lettland           | 30.325    | –           | 31.696  | –          |
| –    | Raluca Strămăturaru   | Rumänien           | 30.249    | –           | –       | –          |
| –    | Birgit Platzer        | Österreich         | 30.140    | –           | –       | –          |
| –    | Brittney Arndt        | Vereinigte Staaten | –         | 37.762      | –       | –          |
| –    | Ulla Zirne            | Lettland           | –         | 37.935      | 31.748  | –          |
| –    | Sandra Robatscher     | Italien            | –         | 37.906      | dnf     | –          |
| –    | Emily Sweeney         | Vereinigte Staaten | –         | 37.761      | –       | –          |
| –    | Kimberley McRae       | Kanada             | –         | 37.842      | –       | –          |
| –    | Natalie Maag          | Schweiz            | –         | –           | 31.995  | –          |

### Nationencup-Platzierungen der Frauen
| Rang | Name                     | Land                   | INS | WHI | CAL | LAP | KOE | SIG | ALT | OBE | SOT | Punkte |
| ---- | ------------------------ | ---------------------- | --- | --- | --- | --- | --- | --- | --- | --- | --- | ------ |
| 01.  | Wiktorija Demtschenko    | Russland               | 00– | 00– | 02  | 01  | 01  | 00– | 01  | 05  | 01  | 540    |
| 02.  | Jekaterina Katnikowa     | Russland               | 08  | 16  | 12  | 02  | 10  | 04  | 10  | 02  | 02  | 486    |
| 03.  | Jekaterina Baturina      | Russland               | 04  | 07  | 01  | 00– | 00– | 02  | 02  | 01  | 00– | 476    |
| 04.  | Raluca Strămăturaru      | Rumänien               | 03  | 00– | 13  | 03  | 06  | 06  | 03  | 06  | 03  | 460    |
| 05.  | Birgit Platzer           | Österreich             | 01  | 18  | 05  | 09  | 03  | 03  | 05  | 00– | 00– | 412    |
| 06.  | Natalie Maag             | Schweiz                | 14  | 10  | 11  | 07  | 08  | 07  | 06  | 03  | 05  | 407    |
| 07.  | Jessica Tiebel           | Deutschland            | 02  | 02  | 07  | 12  | 12  | 00– | dsq | 04  | 09  | 379    |
| 08.  | Madeleine Egle           | Österreich             | 09  | 03  | 00– | 00– | 02  | 05  | 00– | 00– | 06  | 299    |
| 09.  | Olena Stezkiw            | Ukraine                | 25  | 19  | 19  | 17  | 17  | 08  | 07  | 07  | 00– | 242    |
| 10.  | Emily Sweeney            | Vereinigte Staaten     | 00– | 01  | 00– | 00– | 00– | 00– | 04  | 00– | 08  | 202    |
| 11.  | Verónica Ravenna         | Argentinien            | 36  | 08  | 15  | 14  | 00– | 12  | 11  | 12  | 00– | 199    |
| 12.  | Carolyn Maxwell          | Kanada                 | 16  | 09  | 03  | 15  | 11  | 00– | 00– | 00– | 00– | 194    |
| 13.  | Brittney Arndt           | Vereinigte Staaten     | 10  | 05  | 14  | 04  | 00– | 00– | 00– | 00– | 00– | 179    |
| 14.  | Ulla Zirne               | Lettland               | 06  | 06  | 10  | 08  | 00– | 00– | 00– | 00– | 00– | 178    |
| 15.  | Aileen Frisch            | Südkorea               | 27  | 13  | 16  | 00– | 13  | 09  | 09  | dnf | 00– | 177    |
| 16.  | Olessja Michailenko      | Russland               | 12  | 15  | 18  | 11  | 00– | 00– | 00– | 00– | 04  | 175    |
| 17.  | Sandra Robatscher        | Italien                | 00– | 00– | 00– | 10  | 05  | 11  | 08  | 00– | 00– | 167    |
| 18.  | Raychel Germaine         | Vereinigte Staaten     | 15  | 17  | 06  | 05  | 00– | 00– | 00– | 00– | 00– | 155    |
| 19.  | Brooke Apshkrum          | Kanada                 | 13  | 12  | 08  | 13  | 23  | 00– | 00– | 00– | 00– | 152    |
| 20.  | Klaudia Domaradzka       | Polen                  | 28  | 00– | 00– | 00– | 16  | 10  | 00– | 10  | 10  | 146    |
| 21.  | Lisa Schulte             | Österreich             | 11  | 00– | 00– | 00– | 04  | 00– | 00– | 00– | 07  | 140    |
| 22.  | Kendija Aparjode         | Lettland               | 00– | 00– | 00– | 00– | 09  | 01  | 00– | 00– | 00– | 139    |
| 23.  | Daria Obratov            | Niederlande            | 31  | 00– | 23  | 18  | 00– | 00– | 14  | 15  | 12  | 137    |
| 24.  | Dania Obratov            | Niederlande            | 37  | 00– | 24  | 19  | 00– | 00– | 18  | 16  | 11  | 125    |
| 25.  | Katarína Šimoňáková      | Slowakei               | 21  | 00– | 00– | 00– | 15  | 00– | 12  | 09  | 00– | 117    |
| 26.  | Kimberley McRae          | Kanada                 | 00– | 00– | 04  | 06  | 00– | 00– | 00– | 00– | 00– | 110    |
| 27.  | Ewa Kuls-Kusyk           | Polen                  | 23  | 20  | 00– | 16  | 00– | 00– | 00– | 08  | 00– | 106    |
| 28.  | Kyla Graham              | Kanada                 | 17  | 04  | 20  | 00– | 00– | 00– | 00– | 00– | 00– | 105    |
| 29.  | Hannah Prock             | Österreich             | 05  | 00– | 00– | 00– | 07  | 00– | 00– | 00– | 00– | 101    |
| 29.  | Mihaela-Carmen Manolescu | Rumänien               | 24  | 00– | 00– | 00– | dnf | 13  | 17  | 13  | 00– | 101    |
| 31.  | Hyesun Jung              | Südkorea               | 30  | 21  | 21  | 00– | 22  | 14  | 00– | 00– | 00– | 098    |
| 32.  | Makena Hodgson           | Kanada                 | 21  | 14  | 09  | 00– | 00– | 00– | 00– | 00– | 00– | 087    |
| 33.  | Natalia Wojtuściszyn     | Polen                  | 18  | 11  | 17  | 00– | 00– | 00– | 00– | 00– | 00– | 081    |
| 34.  | Danielle Scott           | Vereinigtes Königreich | 32  | 00– | 00– | 00– | 24  | 00– | 16  | 14  | 00– | 079    |
| 35.  | Lin Sin-rong             | Chinesisch Taipeh      | 38  | 00– | 00– | 00– | 00– | 15  | 15  | 18  | 00– | 078    |
| 36.  | Trinity Ellis            | Kanada                 | 00– | 00– | 00– | 00– | dnf | 00– | 13  | 11  | 00– | 064    |
| 37.  | Elsa Desmond             | Vereinigtes Königreich | 33  | 00– | 22  | 00– | dnf | 00– | 00– | 17  | 00– | 051    |
| 38.  | Anna Saulīte             | Österreich             | 20  | 00– | 00– | 00– | 14  | 00– | 00– | 00– | 00– | 049    |
| 39.  | Verena Hofer             | Italien                | 07  | 00– | 00– | 00– | 00– | 00– | 00– | 00– | 00– | 046    |
| 40.  | Julianna Tunyzka         | Ukraine                | 00– | 00– | 00– | 00– | 18  | 00– | 00– | 00– | 00– | 023    |
| 41.  | Marion Oberhofer         | Italien                | 19  | 00– | 00– | 00– | 00– | 00– | 00– | 00– | 00– | 022    |
| 41.  | Michaela Maršíková       | Tschechien             | 00– | 00– | 00– | 00– | 19  | 00– | 00– | 00– | 00– | 022    |
| 43.  | Tove Kohala              | Schweden               | 00– | 00– | 00– | 00– | 20  | 00– | 00– | 00– | 00– | 021    |
| 44.  | Olena Smaha              | Ukraine                | 00– | 00– | 00– | 00– | 21  | 00– | 00– | 00– | 00– | 020    |
| 45.  | Lisa Lerch               | Österreich             | 26  | 00– | 00– | 00– | 00– | 00– | 00– | 00– | 00– | 015    |
| 46.  | Nadia Falkensteiner      | Italien                | 29  | 00– | 00– | 00– | 00– | 00– | 00– | 00– | 00– | 012    |
| 47.  | Nina Zöggeler            | Italien                | 34  | 00– | 00– | 00– | 00– | 00– | 00– | 00– | 00– | 007    |
| 48.  | Andrea Pavlíková         | Slowakei               | 35  | 00– | 00– | 00– | 00– | 00– | 00– | 00– | 00– | 006    |

| Legende | Legende | Legende | Legende                                                    |
| ------- | ------- | ------- | ---------------------------------------------------------- |
|         |         |         | Qualifikation für das Weltcuprennen                        |
| bis 40  | bis 40  | bis 40  | nicht für das Weltcuprennen qualifiziert                   |
| ab 41   | ab 41   | ab 41   | nicht für das Weltcuprennen qualifiziert                   |
|         |         |         | Start außer Konkurrenz                                     |
| DNF     | DNF     | DNF     | Did not finish / Weltcuprennen begonnen aber nicht beendet |
| DNS     | DNS     | DNS     | Did not start / Gemeldet, aber nicht zum Rennen angetreten |
| DSQ     | DSQ     | DSQ     | Disqualifikation                                           |

## Männer

### Gesamtweltcup-Punktstand im Einsitzer der Männer
| Rang | Name                    | Land                    | INS | INS-Sp | WHI | CAL | LAP | LAP-Sp | KOE | SIG | ALT | OBE | SOT  | SOT-Sp | Punkte |
| ---- | ----------------------- | ----------------------- | --- | ------ | --- | --- | --- | ------ | --- | --- | --- | --- | ---- | ------ | ------ |
| 01.  | Semjon Pawlitschenko    | Russland                | 055 | 039    | 060 | 030 | 055 | 085    | 014 | 100 | 055 | 100 | 100  | 100    | 788    |
| 02.  | Roman Repilow           | Russland                | 039 | 034    | 00– | 085 | 100 | 100    | 055 | dsq | 050 | 085 | 085  | 085    | 718    |
| 03.  | Felix Loch              | Deutschland             | 050 | 070    | 085 | 060 | 055 | 042    | 036 | 039 | 100 | 046 | 042  | 060    | 685    |
| 04.  | Johannes Ludwig         | Deutschland             | 100 | 060    | 055 | 050 | 085 | 070    | 021 | 032 | 070 | 055 | 032  | 036    | 666    |
| 05.  | Dominik Fischnaller     | Italien                 | 085 | 042    | 042 | 034 | 039 | 046    | 085 | 050 | 036 | 039 | 070  | 055    | 623    |
| 06.  | Reinhard Egger          | Österreich              | 036 | 026    | 070 | 032 | 070 | 055    | 100 | 046 | 085 | 060 | 016  | 00–    | 596    |
| 07.  | Wolfgang Kindl          | Österreich              | 070 | 100    | 100 | 100 | dsq | 00–    | 034 | 036 | 039 | 008 | 046  | 046    | 579    |
| 08.  | David Gleirscher        | Österreich              | 060 | 055    | 036 | 070 | 042 | 060    | 023 | 070 | 060 | 050 | dnf¹ | 00–    | 526    |
| 09.  | Chris Eißler            | Deutschland             | 046 | 028    | 046 | 028 | 032 | 030    | 050 | 022 | 042 | 036 | 030  | 042    | 432    |
| 10.  | Kevin Fischnaller       | Italien                 | 042 | 036    | 028 | 055 | 034 | 034    | 032 | 020 | 034 | 021 | 034  | 032    | 402    |
| 11.  | Jonas Müller            | Österreich              | 017 | 00–    | 00– | 026 | 046 | 032    | 060 | 024 | 014 | 025 | 050  | 034    | 338    |
| 11.  | Maxim Arawin            | Russland                | 023 | 00–    | 026 | 039 | 017 | 00–    | 020 | 034 | 015 | 034 | 060  | 070    | 338    |
| 13.  | Alexander Gorbazewitsch | Russland                | 030 | 085    | 032 | 010 | 022 | 00–    | 017 | 085 | 019 | 017 | 017  | 00–    | 334    |
| 14.  | Sebastian Bley          | Deutschland             | 025 | 00–    | 049 | 046 | 030 | 026    | 070 | 017 | 028 | 030 | 022  | 00–    | 333    |
| 15.  | Kristers Aparjods       | Lettland                | dsq | 00–    | 024 | 022 | dsq | 00–    | 025 | 060 | 046 | 070 | 039  | 039    | 325    |
| 16.  | Tucker West             | Vereinigte Staaten      | 022 | 00–    | 022 | 042 | 036 | 036    | 042 | 019 | 012 | 028 | 028  | 028    | 315    |
| 17.  | Max Langenhan           | Deutschland             | 032 | 050    | dsq | 025 | 028 | 028    | 026 | 026 | 00– | 019 | 036  | 030    | 300    |
| 18.  | Christopher Mazdzer     | Vereinigte Staaten      | 024 | 00–    | 050 | 017 | 060 | 050    | 039 | 030 | 00– | 00– | 00–  | 00–    | 270    |
| 19.  | Jonathan Gustafson      | Vereinigte Staaten      | 026 | 046    | 030 | 020 | 024 | 00–    | 030 | 021 | 025 | 014 | 025  | 00–    | 261    |
| 20.  | Jozef Ninis             | Slowakei                | 018 | 00–    | 017 | 015 | 026 | 039    | 005 | 055 | 026 | 018 | 020  | 00–    | 239    |
| 21.  | Inārs Kivlenieks        | Lettland                | 021 | 00–    | 021 | dsq | 023 | 00–    | 046 | 042 | 030 | 032 | 014  | 00–    | 229    |
| 22.  | Nico Gleirscher         | Österreich              | 034 | 030    | 025 | 00– | 025 | 00–    | 00– | 016 | 00– | 042 | 026  | 026    | 224    |
| 23.  | Stepan Fjodorow         | Russland                | 028 | 032    | 023 | 023 | 018 | 00–    | 024 | 025 | 022 | 023 | 00–  | 00–    | 218    |
| 24.  | Riks Rozītis            | Lettland                | 012 | 00–    | 010 | 021 | 014 | 00–    | 016 | 028 | 023 | 024 | 024  | 00–    | 172    |
| 25.  | Maciej Kurowski         | Polen                   | 015 | 00–    | 015 | 016 | 016 | 00–    | 018 | 015 | 017 | 016 | 019  | 00–    | 147    |
| 26.  | Reid Watts              | Kanada                  | 019 | 00–    | 019 | 026 | 019 | 00–    | 015 | 00– | 024 | 022 | 00–  | 00–    | 144    |
| 27.  | Valentin Crețu          | Rumänien                | 011 | 00–    | 009 | 008 | 021 | 00–    | 022 | 018 | 020 | 015 | 018  | 00–    | 142    |
| 28.  | Artūrs Dārznieks        | Lettland                | 020 | 00–    | 00– | 00– | 00– | 00–    | 019 | 023 | 021 | 026 | 021  | 00–    | 130    |
| 29.  | Armin Frauscher         | Österreich              | 00– | 00–    | 034 | 024 | 00– | 00–    | 028 | 00– | 032 | 00– | 00–  | 00–    | 118    |
| 30.  | Mateusz Sochowicz       | Polen                   | 016 | 00–    | 008 | 012 | 020 | 00–    | 00– | 00– | 018 | 020 | 023  | 00–    | 117    |
| 31.  | Alexander Stjopitschew  | Russland                | 00– | 00–    | 00– | 00– | 00– | 00–    | 00– | 00– | 00– | 00– | 055  | 050    | 105    |
| 32.  | Andrij Mandsij          | Ukraine                 | 007 | 00–    | 018 | 014 | 011 | 00–    | 010 | 014 | 016 | 012 | 00–  | 00–    | 102    |
| 33.  | Anton Dukatsch          | Ukraine                 | 013 | 00–    | 012 | 013 | 015 | 00–    | 012 | 013 | 013 | 008 | 00–  | 00–    | 099    |
| 34.  | Svante Kohala           | Schweden                | dsq | 00–    | 00– | 007 | 008 | 00–    | 013 | 012 | 011 | 013 | 00–  | 00–    | 064    |
| 35.  | Andrei Turea            | Rumänien                | 001 | 00–    | 013 | 011 | 008 | 00–    | 011 | 008 | 008 | dnf | 00–  | 00–    | 060    |
| 36.  | Žiga Biruš              | Slowenien               | 001 | 00–    | 003 | 003 | 007 | 00–    | 009 | 005 | 006 | 008 | 015  | 00–    | 057    |
| 37.  | Michael Lejsek          | Tschechien              | 001 | 00–    | 005 | 002 | 006 | 00–    | 008 | 007 | 010 | 011 | 00–  | 00–    | 050    |
| 38.  | Aleksander Melås        | Norwegen                | 006 | 00–    | 014 | 006 | 012 | 00–    | 004 | 006 | 00– | 00– | 00–  | 00–    | 048    |
| 39.  | Pawel Angelow           | Bulgarien               | 001 | 00–    | 006 | 005 | 00– | 00–    | 006 | 011 | 008 | dsq | 00–  | 00–    | 037    |
| 40.  | Matt Riddle             | Kanada                  | 002 | 00–    | 016 | 018 | 00– | 00–    | 00– | 00– | 00– | 00– | 00–  | 00–    | 036    |
| 41.  | Fabian Malleier         | Italien                 | 00– | 00–    | 011 | 004 | 013 | 00–    | 00– | 00– | 00– | 00– | 00–  | 00–    | 028    |
| 42.  | Colton Clarke           | Kanada                  | 004 | 00–    | 00– | 019 | 00– | 00–    | 00– | 00– | 00– | 00– | 00–  | 00–    | 023    |
| 43.  | Alexander Ferlazzo      | Australien              | 010 | 00–    | 007 | 001 | 004 | 00–    | 00– | 00– | 00– | 00– | 00–  | 00–    | 022    |
| 44.  | Jakub Šimoňák           | Slowakei                | 014 | 00–    | 00– | 00– | 00– | 00–    | 00– | 00– | dnf | 007 | 00–  | 00–    | 021    |
| 45.  | Daniil Lebedew          | Russland                | 00– | 00–    | 020 | 00– | 00– | 00–    | 00– | 00– | 00– | 00– | 00–  | 00–    | 020    |
| 46.  | Lukas Gufler            | Italien                 | 008 | 00–    | 00– | 00– | 00– | 00–    | 00– | 00– | 00– | 00– | 00–  | 00–    | 008    |
| 46.  | Rupert Staudinger       | Vereinigtes Königreich  | 001 | 00–    | 00– | 00– | 00– | 00–    | 007 | 00– | 00– | 00– | 00–  | 00–    | 008    |
| 46.  | Giorgi Sogoiani         | Georgien                | dns | 00–    | 00– | 00– | 00– | 00–    | 00– | 008 | 00– | 00– | 00–  | 00–    | 008    |
| 49.  | Christian Paffe         | Deutschland             | 00– | 00–    | 00– | 00– | 00– | 00–    | 00– | 00– | 007 | 00– | 00–  | 00–    | 007    |
| 50.  | Lien Te-an              | Chinesisch Taipeh       | 001 | 00–    | 004 | 001 | 00– | 00–    | 00– | 00– | 00– | 00– | 00–  | 00–    | 006    |
| 51.  | Marian Gîtlan           | Rumänien                | 00– | 00–    | 00– | 00– | 005 | 00–    | 00– | 00– | 00– | 00– | 00–  | 00–    | 005    |
| 51.  | Kasper Tarnawski        | Polen                   | 005 | 00–    | 00– | 00– | 00– | 00–    | 00– | 00– | 00– | 00– | 00–  | 00–    | 005    |
| 53.  | Marián Skupek           | Slowakei                | 003 | 00–    | 00– | 00– | 00– | 00–    | 00– | 00– | 00– | 00– | 00–  | 00–    | 003    |
| 54.  | Luke Farrar             | Vereinigtes Königreich  | 001 | 00–    | 00– | 00– | 00– | 00–    | 00– | 00– | 00– | 00– | 00–  | 00–    | 001    |
| 54.  | Raymond Thompson        | Vereinigtes Königreich  | 001 | 00–    | 00– | 00– | 00– | 00–    | 00– | 00– | 00– | 00– | 00–  | 00–    | 001    |
| 54.  | Mirza Nikolajev         | Bosnien und Herzegowina | 001 | 00–    | 00– | 00– | 00– | 00–    | 00– | 00– | 00– | 00– | 00–  | 00–    | 001    |
| 57.  | Jozef Hušla             | Slowakei                | dsq | 00–    | 00– | 00– | 00– | 00–    | 00– | 00– | 00– | 00– | 00–  | 00–    | 00–    |
| 57.  | Zlatan Jakić            | Bosnien und Herzegowina | dnf | 00–    | 00– | 00– | 00– | 00–    | 00– | 00– | 00– | 00– | 00–  | 00–    | 00–    |
| 57.  | Anel Čirkinagić         | Bosnien und Herzegowina | dnf | 00–    | 00– | 00– | 00– | 00–    | 00– | 00– | 00– | 00– | 00–  | 00–    | 00–    |
| 57.  | Hamza Pleho             | Bosnien und Herzegowina | dnf | 00–    | 00– | 00– | 00– | 00–    | 00– | 00– | 00– | 00– | 00–  | 00–    | 00–    |

| Legende   | Legende   | Legende   | Legende |
| --------- | --------- | --------- | --- |
| 1         | 2         | 3         | Podest-Platzierungen |
| 4 bis 10  | 4 bis 10  | 4 bis 10  | übrige Top-10-Platzierungen |
| 11 bis 32 | 11 bis 32 | 11 bis 32 | Punktegewinne immerhalb der Weltcuprennen |
| 33 bis 40 | 33 bis 40 | 33 bis 40 | Punktegewinne immerhalb der Nationencuprennen |
| ab 41     | ab 41     | ab 41     | Punktegewinne immerhalb der Nationencuprennen |
| DNF       | DNF       | DNF       | Did not finish / Weltcuprennen begonnen aber nicht beendet; die acht Punkte beziehen sich auf die über den bestandenen Nationencup erhaltenen Punkte und entsprechen der höchsten Punktzahl eines Nichtqualifikanten |
| DNF       | DNF       | DNF       | Did not finish / Nationencuprennen begonnen aber nicht beendet |
| DNS       | DNS       | DNS       | Did not start / für das Weltcuprennen gemeldet, aber nicht zum Rennen angetreten |
| DNS       | DNS       | DNS       | Did not start / für das Nationencuprennen gemeldet, aber nicht zum Rennen angetreten |
| DSQ       | DSQ       | DSQ       | Disqualifikation / im Rahmen des Weltcuprennens disqualifiziert |
| DSQ       | DSQ       | DSQ       | Disqualifikation / im Rahmen des Nationencuprennens disqualifiziert |

### Platzierungen in den Weltcuprennen der Männer
Der Rang bezieht sich auf die Platzierung im Gesamtweltcup.
| Rang | Name                    | Land               | INS | INS-Sp | WHI | CAL | LAP | LAP-Sp | KOE | SIG | ALT | OBE | SOT  | SOT-Sp |
| ---- | ----------------------- | ------------------ | --- | ------ | --- | --- | --- | ------ | --- | --- | --- | --- | ---- | ------ |
| 01.  | Semjon Pawlitschenko    | Russland           | 05  | 09     | 04  | 13  | 06  | 02     | 27  | 01  | 05  | 01  | 01   | 01     |
| 02.  | Roman Repilow           | Russland           | 09  | 11     | 00– | 02  | 01  | 01     | 05  | dsq | 06  | 02  | 02   | 02     |
| 03.  | Felix Loch              | Deutschland        | 06  | 03     | 02  | 04  | 05  | 08     | 10  | 09  | 01  | 07  | 08   | 04     |
| 04.  | Johannes Ludwig         | Deutschland        | 01  | 04     | 05  | 06  | 02  | 03     | 20  | 12  | 03  | 05  | 12   | 10     |
| 05.  | Dominik Fischnaller     | Italien            | 02  | 08     | 08  | 11  | 09  | 07     | 02  | 06  | 10  | 09  | 03   | 05     |
| 06.  | Reinhard Egger          | Österreich         | 10  | 15     | 03  | 12  | 03  | 05     | 01  | 07  | 02  | 04  | 25   | 00–    |
| 07.  | Wolfgang Kindl          | Österreich         | 03  | 01     | 01  | 01  | dsq | 00–    | 11  | 10  | 09  | dnf | 07   | 07     |
| 08.  | David Gleirscher        | Österreich         | 04  | 05     | 10  | 03  | 09  | 04     | 18  | 03  | 04  | 06  | dnf¹ | 00–    |
| 09.  | Chris Eißler            | Deutschland        | 07  | 14     | 07  | 14  | 12  | 13     | 06  | 19  | 08  | 10  | 13   | 08     |
| 10.  | Kevin Fischnaller       | Italien            | 08  | 10     | 14  | 05  | 11  | 11     | 12  | 21  | 11  | 20  | 11   | 12     |
| 11.  | Jonas Müller            | Österreich         | 24  | 00–    | 00– | 10  | 07  | 12     | 04  | 17  | 27  | 16  | 06   | 11     |
| 11.  | Maxim Arawin            | Russland           | 18  | 00–    | 15  | 09  | 24  | 00–    | 21  | 11  | 26  | 11  | 04   | 03     |
| 13.  | Alexander Gorbazewitsch | Russland           | 13  | 02     | 12  | 31  | 19  | 00–    | 24  | 02  | 22  | 24  | 24   | 00–    |
| 14.  | Sebastian Bley          | Deutschland        | 16  | 00–    | 09  | 07  | 13  | 15     | 03  | 24  | 14  | 13  | 19   | 00–    |
| 15.  | Kristers Aparjods       | Lettland           | dsq | 00–    | 17  | 19  | 00– | 00–    | 16  | 04  | 07  | 03  | 09   | 09     |
| 16.  | Tucker West             | Vereinigte Staaten | 19  | 00–    | 19  | 08  | 10  | 10     | 08  | 22  | 29  | 14  | 14   | 14     |
| 17.  | Max Langenhan           | Deutschland        | 12  | 06     | 16  | 00– | 14  | 14     | 15  | 15  | 00– | 22  | 10   | 13     |
| 18.  | Christopher Mazdzer     | Vereinigte Staaten | 17  | 00–    | 06  | 24  | 04  | 06     | 09  | 13  | 00– | 00– | 00–  | 00–    |
| 19.  | Jonathan Gustafson      | Vereinigte Staaten | 15  | 07     | 13  | 21  | 17  | 00–    | 13  | 20  | 16  | 27  | 16   | 00–    |
| 20.  | Jozef Ninis             | Slowakei           | 23  | 00–    | 24  | 26  | 15  | 09     | 00– | 05  | 15  | 23  | 21   | 00–    |
| 21.  | Inārs Kivlenieks        | Lettland           | 20  | 00–    | 20  | dsq | 18  | 00–    | 07  | 08  | 13  | 12  | 27   | 00–    |
| 22.  | Nico Gleirscher         | Österreich         | 11  | 13     | 16  | 00– | 16  | 00–    | 00– | 25  | 00– | 08  | 15   | 15     |
| 23.  | Stepan Fjodorow         | Russland           | 14  | 12     | 18  | 18  | 23  | 00–    | 17  | 16  | 19  | 18  | 00–  | 00–    |
| 24.  | Riks Rozītis            | Lettland           | 29  | 00–    | 31  | 20  | 27  | 00–    | 25  | 14  | 18  | 17  | 17   | 00–    |
| 25.  | Maciej Kurowski         | Polen              | 26  | 00–    | 26  | 25  | 25  | 00–    | 23  | 26  | 24  | 25  | 22   | 00–    |
| 26.  | Reid Watts              | Kanada             | 22  | 00–    | 22  | 15  | 22  | 00–    | 26  | 00– | 17  | 19  | 00–  | 00–    |
| 27.  | Valentin Crețu          | Rumänien           | 30  | 00–    | 32  | 00– | 20  | 00–    | 19  | 23  | 21  | 26  | 23   | 00–    |
| 28.  | Artūrs Dārznieks        | Lettland           | 21  | 00–    | 00– | 00– | 00– | 00–    | 22  | 18  | 20  | 15  | 20   | 00–    |
| 29.  | Armin Frauscher         | Österreich         | 00– | 00–    | 11  | 17  | 00– | 00–    | 14  | 00– | 12  | 00– | 00–  | 00–    |
| 30.  | Mateusz Sochowicz       | Polen              | 25  | 00–    | 00– | 29  | 21  | 00–    | 00– | 00– | 23  | 21  | 18   | 00–    |
| 31.  | Alexander Stjopitschew  | Russland           | 00– | 00–    | 00– | 00– | 00– | 00–    | 00– | 00– | 00– | 00– | 05   | 06     |
| 32.  | Andrij Mandsij          | Ukraine            | 00– | 00–    | 23  | 27  | 30  | 00–    | 31  | 27  | 25  | 29  | 00–  | 00–    |
| 33.  | Anton Dukatsch          | Ukraine            | 28  | 00–    | 29  | 28  | 26  | 00–    | 29  | 28  | 28  | dnf | 00–  | 00–    |
| 34.  | Svante Kohala           | Schweden           | 00– | 00–    | 00– | 00– | 00– | 00–    | 28  | 29  | 30  | 28  | 00–  | 00–    |
| 35.  | Andrei Turea            | Rumänien           | 00– | 00–    | 28  | 30  | dnf | 00–    | 30  | dnf | dnf | 00– | 00–  | 00–    |
| 36.  | Žiga Biruš              | Slowenien          | 00– | 00–    | 00– | 00– | 00– | 00–    | 32  | 00– | 00– | 00– | 26   | 00–    |
| 37.  | Michael Lejsek          | Tschechien         | 00– | 00–    | 00– | 00– | 00– | 00–    | 00– | 00– | 31  | 30  | 00–  | 00–    |
| 38.  | Aleksander Melås        | Norwegen           | 00– | 00–    | 27  | 00– | 29  | 00–    | 00– | 00– | 00– | 00– | 00–  | 00–    |
| 39.  | Pawel Angelow           | Bulgarien          | 00– | 00–    | 00– | 00– | 00– | 00–    | 00– | 30  | 00– | 00– | 00–  | 00–    |
| 40.  | Matt Riddle             | Kanada             | 00– | 00–    | 25  | 23  | 00– | 00–    | 00– | 00– | 00– | 00– | 00–  | 00–    |
| 41.  | Fabian Malleier         | Italien            | 00– | 00–    | 30  | 00– | 28  | 00–    | 00– | 00– | 00– | 00– | 00–  | 00–    |
| 42.  | Colton Clarke           | Kanada             | 00– | 00–    | 00– | 00– | 00– | 00–    | 00– | 00– | 00– | 00– | 22   | 00–    |
| 43.  | Alexander Ferlazzo      | Australien         | 31  | 00–    | 00– | 00– | 00– | 00–    | 00– | 00– | 00– | 00– | 00–  | 00–    |
| 44.  | Jakub Šimoňák           | Slowakei           | 27  | 00–    | 00– | 00– | 00– | 00–    | 00– | 00– | 00– | 00– | 00–  | 00–    |
| 45.  | Daniil Lebedew          | Russland           | 00– | 00–    | 21  | 00– | 00– | 00–    | 00– | 00– | 00– | 00– | 00–  | 00–    |

### Sprintwertung der Männer
| Rang | Name                    | Land               | Innsbruck | Lake Placid | Sotschi | Gesamtzeit |
| ---- | ----------------------- | ------------------ | --------- | ----------- | ------- | ---------- |
| 01.  | Roman Repilow           | Russland           | 32.739    | 32.554      | 35.584  | 1:40.877   |
| 02.  | Semjon Pawlitschenko    | Russland           | 32.732    | 32.588      | 35.566  | +0.009     |
| 03.  | Felix Loch              | Deutschland        | 32.661    | 32.844      | 35.621  | +0.249     |
| 04.  | Johannes Ludwig         | Deutschland        | 32.675    | 32.667      | 35.827  | +0.292     |
| 05.  | Dominik Fischnaller     | Italien            | 32.721    | 32.832      | 35.672  | +0.348     |
| 06.  | Kevin Fischnaller       | Italien            | 32.735    | 33.024      | 35.863  | +0.745     |
| 07.  | Chris Eißler            | Deutschland        | 32.841    | 33.064      | 35.752  | +0.780     |
| 08.  | Max Langenhan           | Deutschland        | 32.681    | 33.233      | 35.892  | +0.929     |
| 0–   | Reinhard Egger          | Österreich         | 34.103    | 32.792      | –       | –          |
| 0–   | David Gleirscher        | Österreich         | 32.679    | 32.688      | –       | –          |
| 0–   | Nico Gleirscher         | Österreich         | 32.806    | –           | 36.019  | –          |
| 0–   | Stepan Fjodorow         | Russland           | 32.755    | –           | –       | –          |
| 0–   | Jonathan Gustafson      | Vereinigte Staaten | 32.713    | –           | –       | –          |
| 0–   | Alexander Gorbazewitsch | Russland           | 32.590    | –           | –       | –          |
| 0–   | Wolfgang Kindl          | Österreich         | 32.560    | –           | 35.720  | –          |
| 0–   | Sebastian Bley          | Deutschland        | –         | 33.383      | –       | –          |
| 0–   | Christopher Mazdzer     | Vereinigte Staaten | –         | 32.813      | –       | –          |
| 0–   | Tucker West             | Vereinigte Staaten | –         | 33.018      | 36.001  | –          |
| 0–   | Jozef Ninis             | Slowakei           | –         | 32.899      | –       | –          |
| 0–   | Jonas Müller            | Österreich         | –         | 33.040      | 35.849  | –          |
| 0–   | Maxim Arawin            | Russland           | –         | –           | 35.615  | –          |
| 0–   | Alexander Stjopitschew  | Russland           | –         | –           | 35.708  | –          |
| 0–   | Kristers Aparjods       | Lettland           | –         | –           | 35.815  | –          |

### Nationencup-Platzierungen der Männer
| Rang | Name                    | Land                    | INS | WHI | CAL | LAP | KOE | SIG | ALT | OBE | SOT | Punkte |
| ---- | ----------------------- | ----------------------- | --- | --- | --- | --- | --- | --- | --- | --- | --- | ------ |
| 01.  | Nico Gleirscher         | Österreich              | 01  | 13  | 07  | 10  | 02  | 11  | 07  | 03  | 07  | 493    |
| 02.  | Stepan Fjodorow         | Russland                | 04  | 00– | 00– | 02  | 07  | 06  | 05  | 08  | 03  | 408    |
| 03.  | Armin Frauscher         | Österreich              | 08  | 01  | 16  | 07  | 08  | 09  | 15  | 07  | 13  | 396    |
| 04.  | Jonathan Gustafson      | Vereinigte Staaten      | 05  | 08  | 09  | 00– | 03  | 07  | 06  | 14  | 09  | 369    |
| 05.  | Maxim Arawin            | Russland                | 07  | 00– | 01  | 00– | 00– | 03  | 04  | 02  | 00– | 361    |
| 06.  | Reid Watts              | Kanada                  | 09  | 04  | 04  | 05  | 14  | 00– | 08  | 04  | 00– | 344    |
| 07.  | Alexander Gorbazewitsch | Russland                | 02  | 03  | 11  | 06  | 09  | 05  | 00– | 00– | 00– | 333    |
| 08.  | Jonas Müller            | Österreich              | 03  | 07  | 02  | 08  | 00– | 00– | 00– | 00– | 04  | 303    |
| 09.  | Kristers Aparjods       | Lettland                | 00– | 00– | 05  | dsq | 04  | 01  | 02  | 00– | 00– | 300    |
| 10.  | Valentin Crețu          | Rumänien                | 17  | 14  | 19  | 13  | 20  | 16  | 03  | 15  | 06  | 296    |
| 11.  | Maciej Kurowski         | Polen                   | 21  | 15  | 10  | 09  | 12  | 12  | 09  | 12  | 10  | 224    |
| 12.  | Max Langenhan           | Deutschland             | 06  | dsq | 08  | 04  | 05  | 00– | 00– | 06  | 11  | 291    |
| 13.  | Inārs Kivlenieks        | Lettland                | 00– | 00– | 00– | 01  | 01  | 02  | 00– | 00– | 00– | 285    |
| 14.  | Riks Rozītis            | Lettland                | 18  | 10  | 17  | 12  | 13  | 08  | 11  | 05  | 00– | 276    |
| 15.  | Mateusz Sochowicz       | Polen                   | 14  | 20  | 03  | 11  | 00– | 00– | 16  | 13  | 08  | 250    |
| 16.  | Andrij Mandsij          | Ukraine                 | 26  | 09  | 15  | 14  | 18  | 10  | 14  | 18  | 00– | 218    |
| 16.  | Daniil Lebedew          | Russland                | 19  | 12  | 25  | 14  | 00– | 13  | 10  | 19  | 12  | 218    |
| 18.  | Artūrs Dārznieks        | Lettland                | 12  | 00– | 00– | 00– | 15  | 17  | 12  | 09  | 05  | 208    |
| 19.  | Anton Dukatsch          | Ukraine                 | 23  | 11  | 14  | 17  | 16  | 14  | 17  | 16  | 00– | 206    |
| 20.  | Tucker West             | Vereinigte Staaten      | 00– | 00– | 00– | 00– | 00– | 00– | 00– | 01  | 02  | 185    |
| 21.  | Žiga Biruš              | Slowenien               | 33  | 25  | 24  | 20  | 22  | 23  | 23  | 21  | 15  | 162    |
| 22.  | Christian Paffe         | Deutschland             | 16  | 00– | 00– | 00– | 06  | 00– | 22  | 10  | 14  | 158    |
| 23.  | Jozef Ninis             | Slowakei                | 00– | 00– | 00– | 03  | 26  | 04  | 00– | 00– | 00– | 145    |
| 24.  | Andrei Turea            | Rumänien                | 34  | 19  | 18  | 19  | 17  | 18  | 20  | dnf | 00– | 142    |
| 25.  | Michael Lejsek          | Tschechien              | 36  | 23  | 26  | 22  | 23  | 21  | 19  | 20  | 00– | 138    |
| 26.  | Sebastian Bley          | Deutschland             | 10  | 06  | 06  | 00– | 00– | 00– | 00– | 00– | 00– | 136    |
| 27.  | Svante Kohala           | Schweden                | dsq | 00– | 20  | 20  | 21  | 15  | 18  | 17  | 00– | 135    |
| 28.  | Aleksander Melås        | Norwegen                | 27  | 18  | 21  | 18  | 27  | 22  | 00– | 00– | 00– | 113    |
| 29.  | Pawel Angelow           | Bulgarien               | 37  | 22  | 22  | 00– | 25  | 19  | 21  | dsq | 00– | 100    |
| 29.  | Wolfgang Kindl          | Österreich              | 00– | 00– | 00– | 00– | 00– | 00– | 01  | 00– | 00– | 100    |
| 29.  | Alexander Stjopitschew  | Russland                | 00– | 00– | 00– | 00– | 00– | 00– | 00– | 00– | 01  | 100    |
| 29.  | Markus Hummer           | Deutschland             | 00– | 00– | 00– | 00– | 10  | 00– | 13  | 11  | 00– | 100    |
| 33.  | Reinhard Egger          | Österreich              | 00– | 02  | 00– | 00– | 00– | 00– | 00– | 00– | 00– | 085    |
| 33.  | Chris Eißler            | Deutschland             | 13  | 05  | 00– | 00– | 00– | 00– | 00– | 00– | 00– | 085    |
| 35.  | Alexander Ferlazzo      | Australien              | 22  | 21  | 27  | 24  | 00– | 00– | 00– | 00– | 00– | 070    |
| 36.  | Fabian Malleier         | Italien                 | 00– | 17  | 23  | 16  | 00– | 00– | 00– | 00– | 00– | 067    |
| 36.  | Matt Riddle             | Kanada                  | 31  | 16  | 12  | 00– | 00– | 00– | 00– | 00– | 00– | 067    |
| 38.  | Bastian Schulte         | Österreich              | 19  | 00– | 00– | 00– | 11  | 00– | 00– | 00– | 00– | 056    |
| 39.  | Colton Clarke           | Kanada                  | 29  | 00– | 13  | 00– | 00– | 00– | 00– | 00– | 00– | 042    |
| 40.  | Yannick Müller          | Österreich              | 25  | 00– | 00– | 00– | 19  | 00– | 00– | 00– | 00– | 038    |
| 41.  | Jakub Šimoňák           | Slowakei                | 11  | 00– | 00– | 00– | 00– | 00– | dnf | 22  | 00– | 034    |
| 42.  | Lien Te-an              | Chinesisch Taipeh       | 39  | 24  | 28  | 00– | 00– | 00– | 00– | 00– | 00– | 032    |
| 43.  | Leon Felderer           | Italien                 | 15  | 00– | 00– | 00– | 00– | 00– | 00– | 00– | 00– | 026    |
| 43.  | Rupert Staudinger       | Vereinigtes Königreich  | 32  | 00– | 00– | 00– | 24  | 00– | 00– | 00– | 00– | 026    |
| 45.  | Giorgi Sogoiani         | Georgien                | dns | 00– | 00– | 00– | 00– | 20  | 00– | 00– | 00– | 021    |
| 46.  | Marian Gîtlan           | Rumänien                | 00– | 00– | 00– | 23  | 00– | 00– | 00– | 00– | 00– | 018    |
| 47.  | Lukas Gufler            | Italien                 | 24  | 00– | 00– | 00– | 00– | 00– | 00– | 00– | 00– | 017    |
| 48.  | Kasper Tarnawski        | Polen                   | 28  | 00– | 00– | 00– | 00– | 00– | 00– | 00– | 00– | 013    |
| 49.  | Marián Skupek           | Slowakei                | 30  | 00– | 00– | 00– | 00– | 00– | 00– | 00– | 00– | 011    |
| 50.  | Mirza Nikolajev         | Bosnien und Herzegowina | 35  | 00– | 00– | 00– | 00– | 00– | 00– | 00– | 00– | 006    |
| 51.  | Luke Farrar             | Vereinigtes Königreich  | 38  | 00– | 00– | 00– | 00– | 00– | 00– | 00– | 00– | 003    |
| 52.  | Raymond Thompson        | Vereinigtes Königreich  | 40  | 00– | 00– | 00– | 00– | 00– | 00– | 00– | 00– | 001    |
| 53.  | Jozef Hušla             | Slowakei                | dsq | 00– | 00– | 00– | 00– | 00– | 00– | 00– | 00– | 00–    |
| 53.  | Zlatan Jakić            | Bosnien und Herzegowina | dnf | 00– | 00– | 00– | 00– | 00– | 00– | 00– | 00– | 00–    |
| 53.  | Anel Čirkinagić         | Bosnien und Herzegowina | dnf | 00– | 00– | 00– | 00– | 00– | 00– | 00– | 00– | 00–    |
| 53.  | Hamza Pleho             | Bosnien und Herzegowina | dnf | 00– | 00– | 00– | 00– | 00– | 00– | 00– | 00– | 00–    |

| Legende | Legende | Legende | Legende                                                                     |
| ------- | ------- | ------- | --------------------------------------------------------------------------- |
|         |         |         | Qualifikation für das Weltcuprennen                                         |
| bis 40  | bis 40  | bis 40  | nicht für das Weltcuprennen qualifiziert                                    |
| ab 41   | ab 41   | ab 41   | nicht für das Weltcuprennen qualifiziert                                    |
|         |         |         | Start nur im Rahmen des Nationanecups ohne Weltcupqualifikationsmöglichkeit |
| DNF     | DNF     | DNF     | Did not finish / Weltcuprennen begonnen aber nicht beendet                  |
| DNS     | DNS     | DNS     | Did not start / Gemeldet, aber nicht zum Rennen angetreten                  |
| DSQ     | DSQ     | DSQ     | Disqualifikation                                                            |

## Doppelsitzer

### Gesamtweltcup-Punktstand im Doppelsitzer
| Rang | Name                                    | Land                   | INS | INS-Sp | WHI | CAL | LAP | LAP-Sp | KOE | SIG | ALT | OBE | SOT | SOT-Sp | Punkte |
| ---- | --------------------------------------- | ---------------------- | --- | ------ | --- | --- | --- | ------ | --- | --- | --- | --- | --- | ------ | ------ |
| 01.  | Toni Eggert Sascha Benecken             | Deutschland            | 085 | 055    | 100 | 085 | 100 | 100    | 100 | 100 | 085 | 085 | 085 | 070    | 1050   |
| 02.  | Thomas Steu Lorenz Koller               | Österreich             | 100 | 100    | 060 | 070 | 070 | 046    | 070 | 036 | 100 | 060 | 050 | 055    | 0817   |
| 03.  | Tobias Wendl Tobias Arlt                | Deutschland            | 046 | 070    | 070 | 100 | 085 | 060    | 085 | 060 | 022 | 100 | 046 | 046    | 0790   |
| 04.  | Andris Šics Juris Šics                  | Lettland               | 050 | 060    | 050 | 046 | 060 | 055    | 060 | 070 | 070 | 070 | 055 | 085    | 0731   |
| 05.  | Wladislaw Juschakow Juri Prochorow      | Russland               | 070 | 085    | 036 | 042 | 042 | 036    | 028 | 046 | 046 | 032 | 060 | 039    | 0562   |
| 06.  | Robin Geueke David Gamm                 | Deutschland            | 039 | 034    | 085 | 034 | 039 | 050    | 055 | 028 | 060 | 025 | 032 | 036    | 0517   |
| 07.  | Kristens Putins Imants Marcinkēvičs     | Lettland               | 060 | 050    | 034 | 050 | 036 | 030    | 042 | 032 | 036 | 046 | 034 | 032    | 0482   |
| 08.  | Christopher Mazdzer Jayson Terdiman     | Vereinigte Staaten     | 036 | 039    | 046 | 055 | 050 | 085    | 039 | 034 | 039 | 036 | 00– | 00–    | 0459   |
| 09.  | Wsewolod Kaschkin Konstantin Korschunow | Russland               | 020 | 00–    | 042 | 060 | 030 | 042    | 034 | 030 | 021 | 034 | 070 | 060    | 0443   |
| 10.  | Tristan Walker Justin Snith             | Kanada                 | 032 | 042    | 055 | 039 | 055 | 070    | 030 | 00– | 034 | 055 | 00– | 00–    | 0412   |
| 11.  | Ludwig Rieder Patrick Rastner           | Italien                | 055 | 046    | 039 | 032 | 034 | 039    | 050 | 055 | 050 | 00– | 00– | 00–    | 0400   |
| 12.  | Wojciech Chmielewski Jakub Kowalewski   | Polen                  | 042 | 036    | 032 | 036 | 046 | 034    | 025 | 026 | 028 | 024 | 030 | 034    | 0393   |
| 13.  | Alexander Denissjew Wladislaw Antonow   | Russland               | 00– | 00–    | 00– | 00– | 00– | 00–    | 026 | 039 | 042 | 050 | 100 | 100    | 0357   |
| 14.  | Oskars Gudramovičs Pēteris Kalniņš      | Lettland               | 025 | 00–    | 00– | 00– | 00– | 00–    | 046 | 085 | 026 | 039 | 042 | 050    | 0313   |
| 15.  | Emanuel Rieder Simon Kainzwaldner       | Italien                | dnf | 00–    | 00– | 00– | 00– | 00–    | 032 | 050 | 030 | 042 | 039 | 046    | 0239   |
| 16.  | Filip Vejdělek Zdeněk Pěkný             | Tschechien             | 023 | 00–    | 026 | 026 | 032 | 032    | 023 | 023 | 023 | 026 | 00– | 00–    | 0234   |
| 17.  | Park Jin-yong Kang Doung-kyu            | Südkorea               | 028 | 026    | 028 | 028 | 00– | 00–    | 024 | 025 | 024 | 030 | 00– | 00–    | 0213   |
| 18.  | Ivan Nagler Fabian Malleier             | Italien                | 024 | 00–    | 00– | 00– | 00– | 00–    | 036 | 042 | 055 | dsq | 036 | dnf    | 0193   |
| 19.  | Marian Gîtlan Flavius Crăciun           | Rumänien               | 034 | 028    | 030 | 030 | 00– | 00–    | 00– | 00– | 032 | 00– | 00– | 00–    | 0154   |
| 20.  | Ihor Stachiw Andrij Lyssezkyj           | Ukraine                | 021 | 00–    | dns | 025 | dnf | 00–    | 022 | 024 | 025 | 028 | 00– | 00–    | 0145   |
| 21.  | Tomáš Vaverčák Matej Zmij               | Slowakei               | 030 | 032    | 00– | 00– | 00– | 00–    | dnf | 00– | 00– | 00– | 00– | 00–    | 0062   |
| 22.  | Ihor Hoj Myroslaw Lewkowytsch           | Ukraine                | 026 | 030    | 00– | 00– | 00– | 00–    | 00– | 00– | 00– | 00– | 00– | 00–    | 0056   |
| 23.  | Adam Rosen John-Paul Kibble             | Vereinigtes Königreich | 022 | 00–    | 00– | 00– | 00– | 00–    | 00– | 00– | 00– | 00– | 00– | 00–    | 0022   |
| 24.  | Marian Gîtlan Ștefan Musei              | Rumänien               | 00– | 00–    | 00– | 00– | 00– | 00–    | dnf | 00– | 00– | 00– | 00– | 00–    | 000–   |

| Legende   | Legende   | Legende   | Legende                                                                              |
| --------- | --------- | --------- | ------------------------------------------------------------------------------------ |
| 1         | 2         | 3         | Podest-Platzierungen                                                                 |
| 4 bis 10  | 4 bis 10  | 4 bis 10  | übrige Top-10-Platzierungen                                                          |
| 11 bis 24 | 11 bis 24 | 11 bis 24 | Punktegewinne immerhalb der Weltcuprennen                                            |
| 25 bis 40 | 25 bis 40 | 25 bis 40 | Punktegewinne immerhalb der Nationencuprennen                                        |
| ab 41     | ab 41     | ab 41     | Punktegewinne immerhalb der Nationencuprennen                                        |
| DNF       | DNF       | DNF       | Did not finish / Weltcuprennen begonnen aber nicht beendet                           |
| DNF       | DNF       | DNF       | Did not finish / Nationencuprennen begonnen aber nicht beendet                       |
| DNS       | DNS       | DNS       | Did not start / für das Weltcuprennen gemeldet, aber nicht zum Rennen angetreten     |
| DNS       | DNS       | DNS       | Did not start / für das Nationencuprennen gemeldet, aber nicht zum Rennen angetreten |
| DSQ       | DSQ       | DSQ       | Disqualifikation                                                                     |

### Platzierungen in den Weltcuprennen im Doppelsitzer
Der Rang bezieht sich auf die Platzierung im Gesamtweltcup. Fehlende Platzierungen beziehen sich auf Starter mit Punkten, die sich nie für das Hauptrennen im Weltcup qualifizieren konnten, aber über den Nationencup Punkte erfahren konnten.
| Rang | Name                                    | Land                   | INS | INS-Sp | WHI | CAL | LAP | LAP-Sp | KOE | SIG | ALT | OBE | SOT | SOT-Sp |
| ---- | --------------------------------------- | ---------------------- | --- | ------ | --- | --- | --- | ------ | --- | --- | --- | --- | --- | ------ |
| 01.  | Toni Eggert Sascha Benecken             | Deutschland            | 02  | 05     | 01  | 02  | 01  | 01     | 01  | 01  | 02  | 02  | 02  | 03     |
| 02.  | Thomas Steu Lorenz Koller               | Österreich             | 01  | 01     | 04  | 03  | 03  | 07     | 03  | 10  | 01  | 04  | 06  | 05     |
| 03.  | Tobias Wendl Tobias Arlt                | Deutschland            | 07  | 03     | 03  | 01  | 02  | 04     | 02  | 04  | 19  | 01  | 07  | 07     |
| 04.  | Andris Šics Juris Šics                  | Lettland               | 06  | 04     | 06  | 07  | 04  | 05     | 04  | 03  | 03  | 03  | 05  | 02     |
| 05.  | Wladislaw Juschakow Juri Prochorow      | Russland               | 03  | 02     | 10  | 08  | 08  | 10     | 14  | 07  | 07  | 12  | 04  | 09     |
| 06.  | Robin Geueke David Gamm                 | Deutschland            | 09  | 11     | 02  | 11  | 09  | 06     | 05  | 14  | 04  | 16  | 12  | 10     |
| 07.  | Kristens Putins Imants Marcinkēvičs     | Lettland               | 04  | 06     | 10  | 06  | 10  | 13     | 08  | 12  | 10  | 07  | 11  | 12     |
| 08.  | Christopher Mazdzer Jayson Terdiman     | Vereinigte Staaten     | 10  | 09     | 07  | 05  | 06  | 02     | 09  | 11  | 09  | 10  | 00– | 00–    |
| 09.  | Wsewolod Kaschkin Konstantin Korschunow | Russland               | 21  | 00–    | 08  | 04  | 13  | 08     | 11  | 13  | 20  | 11  | 03  | 04     |
| 10.  | Tristan Walker Justin Snith             | Kanada                 | 12  | 08     | 05  | 09  | 05  | 03     | 13  | 00– | 11  | 05  | 00– | 00–    |
| 11.  | Ludwig Rieder Patrick Rastner           | Italien                | 05  | 07     | 09  | 12  | 11  | 09     | 06  | 05  | 06  | 00– | 00– | 00–    |
| 12.  | Wojciech Chmielewski Jakub Kowalewski   | Polen                  | 08  | 10     | 12  | 10  | 07  | 11     | 16  | 15  | 14  | 17  | 13  | 11     |
| 13.  | Alexander Denissjew Wladislaw Antonow   | Russland               | 00– | 00–    | 00– | 00– | 00– | 00–    | 15  | 09  | 08  | 06  | 01  | 01     |
| 14.  | Oskars Gudramovičs Pēteris Kalniņš      | Lettland               | 16  | 00–    | 00– | 00– | 00– | 00–    | 07  | 02  | 15  | 09  | 08  | 06     |
| 15.  | Emanuel Rieder Simon Kainzwaldner       | Italien                | dnf | 00–    | 00– | 00– | 00– | 00–    | 12  | 06  | 13  | 08  | 09  | 07     |
| 16.  | Filip Vejdělek Zdeněk Pěkný             | Tschechien             | 18  | 00–    | 15  | 15  | 12  | 12     | 18  | 18  | 18  | 15  | 00– | 00–    |
| 17.  | Park Jin-yong Kang Doung-kyu            | Südkorea               | 14  | 15     | 14  | 14  | 00– | 00–    | 17  | 16  | 17  | 13  | 00– | 00–    |
| 18.  | Ivan Nagler Fabian Malleier             | Italien                | 17  | 00–    | 00– | 00– | 00– | 00–    | 10  | 08  | 05  | dsq | 10  | dnf    |
| 19.  | Marian Gîtlan Flavius Crăciun           | Rumänien               | 11  | 14     | 13  | 13  | 00– | 00–    | 00– | 00– | 12  | 00– | 00– | 00–    |
| 20.  | Ihor Stachiw Andrij Lyssezkyj           | Ukraine                | 20  | 00–    | dns | 16  | dnf | 00–    | 19  | 17  | 16  | 14  | 00– | 00–    |
| 21.  | Tomáš Vaverčák Matej Zmij               | Slowakei               | 13  | 12     | 00– | 00– | 00– | 00–    | 00– | 00– | 00– | 00– | 00– | 00–    |
| 22.  | Ihor Hoj Myroslaw Lewkowytsch           | Ukraine                | 15  | 13     | 00– | 00– | 00– | 00–    | 00– | 00– | 00– | 00– | 00– | 00–    |
| 23.  | Adam Rosen John-Paul Kibble             | Vereinigtes Königreich | 19  | 00–    | 00– | 00– | 00– | 00–    | 00– | 00– | 00– | 00– | 00– | 00–    |
| 24.  | Marian Gîtlan Ștefan Musei              | Rumänien               | 00– | 00–    | 00– | 00– | 00– | 00–    | dnf | 00– | 00– | 00– | 00– | 00–    |

### Sprintwertung der Doppelsitzer
| Rang | Name                                    | Land               | Innsbruck | Lake Placid | Sotschi | Gesamtzeit |
| ---- | --------------------------------------- | ------------------ | --------- | ----------- | ------- | ---------- |
| 01.  | Toni Eggert Sascha Benecken             | Deutschland        | 30.038    | 37.471      | 31.524  | 1:39.033   |
| 02.  | Thomas Steu Lorenz Koller               | Österreich         | 29.916    | 37.768      | 31.542  | +0.193     |
| 03.  | Andris Šics Juris Šics                  | Lettland           | 30.033    | 37.751      | 31.461  | +0.212     |
| 04.  | Tobias Wendl Tobias Arlt                | Deutschland        | 30.002    | 37.711      | 31.877  | +0.557     |
| 05.  | Wladislaw Juschakow Juri Prochorow      | Russland           | 29.975    | 38.027      | 31.930  | +0.899     |
| 06.  | Robin Geueke David Gamm                 | Deutschland        | 30.190    | 37.763      | 32.111  | +1.031     |
| 07.  | Wojciech Chmielewski Jakub Kowalewski   | Polen              | 30.189    | 38.100      | 32.414  | +1.670     |
| 08.  | Kristens Putins Imants Marcinkēvičs     | Lettland           | 30.091    | 42.100      | 38.663  | +11.821    |
| –    | Christopher Mazdzer Jayson Terdiman     | Vereinigte Staaten | 30.167    | 37.669      | –       | –          |
| –    | Tristan Walker Justin Snith             | Kanada             | 30.153    | 37.701      | –       | –          |
| –    | Ludwig Rieder Patrick Rastner           | Italien            | 30.123    | 38.015      | –       | –          |
| –    | Tomáš Vaverčák Matej Zmij               | Slowakei           | 30.380    | –           | –       | –          |
| –    | Ihor Hoj Myroslaw Lewkowytsch           | Ukraine            | 30.503    | –           | –       | –          |
| –    | Marian Gîtlan Flavius Crăciun           | Rumänien           | 30.541    | –           | –       | –          |
| –    | Park Jin-yong Kang Doung-kyu            | Südkorea           | 30.701    | –           | –       | –          |
| –    | Filip Vejdělek Zdeněk Pěkný             | Tschechien         | –         | 39.333      | –       | –          |
| –    | Wsewolod Kaschkin Konstantin Korschunow | Russland           | –         | 37.849      | 31.530  | –          |
| –    | Alexander Denissjew Wladislaw Antonow   | Russland           | –         | –           | 31.450  | –          |
| –    | Oskars Gudramovičs Pēteris Kalniņš      | Lettland           | –         | –           | 31.571  | –          |
| –    | Emanuel Rieder Simon Kainzwaldner       | Italien            | –         | –           | 31.877  | –          |
| –    | Ivan Nagler Fabian Malleier             | Italien            | –         | –           | dnf     | –          |

### Nationencup-Platzierungen der Doppelsitzer
| Rang | Name                                    | Land                   | INS | WHI | CAL | LAP | KOE | SIG | ALT | OBE | SOT | Punkte |
| ---- | --------------------------------------- | ---------------------- | --- | --- | --- | --- | --- | --- | --- | --- | --- | ------ |
| 01.  | Wsewolod Kaschkin Konstantin Korschunow | Russland               | 01  | 02  | 01  | 00– | 00– | 00– | 00– | 04  | 05  | 400    |
| 02.  | Park Jin-yong Kang Doung-kyu            | Südkorea               | 04  | 04  | 03  | 00– | 04  | 06  | 08  | 05  | 00– | 397    |
| 03.  | Ihor Stachiw Andrij Lyssezkyj           | Ukraine                | 12  | dns | 04  | 02  | 07  | 07  | 09  | 06  | 00– | 358    |
| 04.  | Filip Vejdělek Zdeněk Pěkný             | Tschechien             | 13  | dnf | 05  | 01  | 06  | 08  | 10  | 08  | 00– | 355    |
| 05.  | Emanuel Rieder Simon Kainzwaldner       | Italien                | 08  | 00– | 00– | 00– | 02  | 02  | 04  | 00– | 00– | 272    |
| 06.  | Ivan Nagler Fabian Malleier             | Italien                | 00– | 00– | 00– | 00– | 05  | 03  | 02  | 00– | 04  | 270    |
| 07.  | Oskars Gudramovičs Pēteris Kalniņš      | Lettland               | 00– | 00– | 00– | 00– | 01  | 01  | 00– | 00– | 00– | 200    |
| 08.  | Alexander Denissjew Wladislaw Antonow   | Russland               | 00– | 00– | 00– | 00– | 03  | 05  | 03  | dnf | 00– | 195    |
| 09.  | Florian Löffler Florian Berkes          | Deutschland            | 10  | 00– | 00– | 00– | 00– | 00– | 06  | 02  | 00– | 171    |
| 10.  | Wojciech Chmielewski Jakub Kowalewski   | Polen                  | 00– | 00– | 00– | 00– | 00– | 00– | 00– | 01  | 03  | 170    |
| 11.  | Marian Gîtlan Flavius Crăciun           | Rumänien               | 11  | dnf | 02  | 00– | dnf | 00– | 07  | 00– | 00– | 165    |
| 12.  | Andrei Bogdanow Andrei Medwedew         | Russland               | 00– | 00– | 00– | 00– | 00– | 04  | 00– | 00– | 01  | 160    |
| 13.  | Tristan Walker Justin Snith             | Kanada                 | 00– | 00– | 00– | 00– | 00– | 00– | 01  | 07  | 00– | 146    |
| 14.  | Christopher Mazdzer Jayson Terdiman     | Vereinigte Staaten     | 03  | 03  | 00– | 00– | 00– | 00– | 00– | 00– | 00– | 140    |
| 15.  | Nico Semmler Johannes Pfeiffer          | Deutschland            | 00– | 00– | 00– | 00– | 00– | 00– | 05  | 03  | 00– | 125    |
| 16.  | Robin Geueke David Gamm                 | Deutschland            | 00– | 01  | 00– | 00– | 00– | 00– | 00– | 00– | 00– | 100    |
| 17.  | Leon Felderer Lukas Gufler              | Italien                | 02  | 00– | 00– | 00– | 00– | 00– | 00– | 00– | 00– | 085    |
| 17.  | Stanislaw Malzew Dmitrii Khalilov       | Russland               | 00– | 00– | 00– | 00– | 00– | 00– | 00– | 00– | 02  | 085    |
| 19.  | Tomáš Vaverčák Matej Zmij               | Slowakei               | 05  | 00– | 00– | 00– | dnf | 00– | 00– | 00– | 00– | 055    |
| 20.  | Ihor Hoj Myroslaw Lewkowytsch           | Ukraine                | 06  | 00– | 00– | 00– | dns | 00– | 00– | 00– | 00– | 050    |
| 21.  | Juri Gatt Riccardo Schöpf               | Österreich             | 07  | 00– | 00– | 00– | 00– | 00– | 00– | 00– | 00– | 046    |
| 22.  | Adam Rosen John-Paul Kibble             | Vereinigtes Königreich | 09  | 00– | 00– | 00– | 00– | 00– | 00– | 00– | 00– | 039    |
| 23.  | Kristens Putins Imants Marcinkēvičs     | Lettland               | dsq | 00– | 00– | 00– | 00– | 00– | 00– | 00– | 00– | 00–    |
| 23.  | Marian Gîtlan Ștefan Musei              | Rumänien               | 00– | 00– | 00– | 00– | dnf | 00– | 00– | 00– | 00– | 00–    |

| Legende | Legende | Legende | Legende                                                    |
| ------- | ------- | ------- | ---------------------------------------------------------- |
|         |         |         | Qualifikation für das Weltcuprennen                        |
| bis 40  | bis 40  | bis 40  | nicht für das Weltcuprennen qualifiziert                   |
| ab 41   | ab 41   | ab 41   | nicht für das Weltcuprennen qualifiziert                   |
|         |         |         | Start außer Konkurrenz                                     |
| DNF     | DNF     | DNF     | Did not finish / Rennen begonnen aber nicht beendet        |
| DNS     | DNS     | DNS     | Did not start / Gemeldet, aber nicht zum Rennen angetreten |
| DSQ     | DSQ     | DSQ     | Disqualifikation                                           |

## Ergebnisse Teamstaffel
| Platz | Land               | Whistler                                                                       | Calgary                                                                      | Königssee                                                                  | Sigulda                                                                     | Oberhof                                                                      | Sotschi                                                                            | Punkte |
| ----- | ------------------ | ------------------------------------------------------------------------------ | ---------------------------------------------------------------------------- | -------------------------------------------------------------------------- | --------------------------------------------------------------------------- | ---------------------------------------------------------------------------- | ---------------------------------------------------------------------------------- | ------ |
| 01    | Deutschland        | 02Natalie Geisenberger Felix Loch Toni Eggert Sascha Benecken                  | 01Julia Taubitz Felix Loch Tobias Wendl Tobias Arlt                          | 01Julia Taubitz Sebastian Bley Toni Eggert Sascha Benecken                 | 03Natalie Geisenberger Felix Loch Toni Eggert Sascha Benecken               | 02Natalie Geisenberger Johannes Ludwig Tobias Wendl Tobias Arlt              | 02Natalie Geisenberger Felix Loch Toni Eggert Sascha Benecken                      | 525    |
| 02    | Russland           | 01Tatjana Iwanowa Semjon Pawlitschenko Wsewolod Kaschkin Konstantin Korschunow | 04Tatjana Iwanowa Roman Repilow Wsewolod Kaschkin Konstantin Korschunow      | 05Tatjana Iwanowa Stepan Fjodorow Wsewolod Kaschkin Konstantin Korschunow  | 02Tatjana Iwanowa Semjon Pawlitschenko Wladislaw Juschakow Juri Prochorow   | 04Tatjana Iwanowa Semjon Pawlitschenko Alexander Denissjew Wladislaw Antonow | 01Wiktorija Demtschenko Semjon Pawlitschenko Alexander Denissjew Wladislaw Antonow | 455    |
| 03    | Lettland           | 05Elīza Cauce Kristers Aparjods Andris Šics Juris Šics                         | 05Ulla Zirne Kristers Aparjods Kristens Putins Imants Marcinkēvičs           | 04Elīza Cauce Inārs Kivlenieks Andris Šics Juris Šics                      | 01Kendija Aparjode Kristers Aparjods Oskars Gudramovičs Pēteris Kalniņš     | 03Elīza Cauce Inārs Kivlenieks Andris Šics Juris Šics                        | 03Kendija Aparjode Kristers Aparjods Andris Šics Juris Šics                        | 410    |
| 04    | Österreich         | 07Madeleine Egle Wolfgang Kindl Thomas Steu Lorenz Koller                      | 03Birgit Platzer Wolfgang Kindl Thomas Steu Lorenz Koller                    | 02Hannah Prock Reinhard Egger Thomas Steu Lorenz Koller                    | dsqBirgit Platzer Wolfgang Kindl Thomas Steu Lorenz Koller                  | 04Madeleine Egle David Gleirscher Thomas Steu Lorenz Koller                  | 05Madeleine Egle Jonas Müller Thomas Steu Lorenz Koller                            | 316    |
| 05    | Vereinigte Staaten | 06Emily Sweeney Jonathan Gustafson Christopher Mazdzer Jayson Terdiman         | 02Summer Britcher Tucker West Christopher Mazdzer Jayson Terdiman            | 03Summer Britcher Tucker West Christopher Mazdzer Jayson Terdiman          | 04Summer Britcher Tucker West Christopher Mazdzer Jayson Terdiman           | 06Summer Britcher Tucker West Christopher Mazdzer Jayson Terdiman            | –                                                                                  | 315    |
| 06    | Italien            | 04Andrea Vötter Dominik Fischnaller Ludwig Rieder Patrick Rastner              | 07Andrea Vötter Kevin Fischnaller Ludwig Rieder Patrick Rastner              | 08Andrea Vötter Dominik Fischnaller Ivan Nagler Fabian Malleier            | dsqAndrea Vötter Dominik Fischnaller Ludwig Rieder Patrick Rastner          | 01Andrea Vötter Dominik Fischnaller Ivan Nagler Fabian Malleier              | 04Andrea Vötter Dominik Fischnaller Emanuel Rieder Simon Kainzwaldner              | 308    |
| 07    | Kanada             | 03Kyla Graham Reid Watts Tristan Walker Justin Snith                           | 06Kimberley McRae Reid Watts Tristan Walker Justin Snith                     | 06Carolyn Maxwell Reid Watts Tristan Walker Justin Snith                   | –                                                                           | 06Trinity Ellis Reid Watts Tristan Walker Justin Snith                       | –                                                                                  | 216    |
| 08    | Ukraine            | 09Olena Stezkiw Andrij Mandsij Ihor Stachiw Andrij Lyssezkyj                   | 10Olena Stezkiw Andrij Mandsij Ihor Stachiw Andrij Lyssezkyj                 | 11Olena Stezkiw Anton Dukatsch Ihor Stachiw Andrij Lyssezkyj               | 05Olena Stezkiw Andrij Mandsij Ihor Stachiw Andrij Lyssezkyj                | 09Olena Stezkiw Anton Dukatsch Ihor Stachiw Andrij Lyssezkyj                 | –                                                                                  | 203    |
| 09    | Polen              | 08Natalia Wojtuściszyn Maciej Kurowski Wojciech Chmielewski Jakub Kowalewski   | 08Natalia Wojtuściszyn Maciej Kurowski Wojciech Chmielewski Jakub Kowalewski | 09Klaudia Domaradzka Maciej Kurowski Wojciech Chmielewski Jakub Kowalewski | dsqKlaudia Domaradzka Maciej Kurowski Wojciech Chmielewski Jakub Kowalewski | 08Ewa Kuls-Kusyk Mateusz Sochowicz Wojciech Chmielewski Jakub Kowalewski     | –                                                                                  | 165    |
| 10    | Slowakei           | –                                                                              | –                                                                            | 07Katarína Šimoňáková Jozef Ninis Tomáš Vaverčák Matej Zmij                | –                                                                           | –                                                                            | –                                                                                  | 046    |
| 11    | Rumänien           | dnfRaluca Strămăturaru Andrei Turea Marian Gîtlan Flavius Crăciun              | 09Raluca Strămăturaru Andrei Turea Marian Gîtlan Flavius Crăciun             | dnfRaluca Strămăturaru Valentin Crețu Marian Gîtlan Ștefan Musei           | –                                                                           | –                                                                            | –                                                                                  | 039    |
| 12    | Tschechien         | –                                                                              | –                                                                            | 10Michaela Maršíková Michael Lejsek Filip Vejdělek Zdeněk Pěkný            | –                                                                           | –                                                                            | –                                                                                  | 039    |

| Legende  | Legende  | Legende  | Legende |
| -------- | -------- | -------- | --- |
| 1        | 2        | 3        | Podest-Platzierungen |
| 4 bis 10 | 4 bis 10 | 4 bis 10 | übrige Top-10-Platzierungen |
| ab 11    | ab 11    | ab 11    | Punktegewinne nach den Top Ten |
| DNF      | DNF      | DNF      | Did not finish / Weltcuprennen begonnen aber nicht beendet; Starter, die ihr Rennen etwa aufgrund des Sturzes eines Vorläufers nicht beginnen konnten, werden durchgestrichen gezeigt |
| DNS      | DNS      | DNS      | Did not start / für das Weltcuprennen gemeldet, aber nicht zum Rennen angetreten |
| DSQ      | DSQ      | DSQ      | Disqualifikation / Starter, die ihr Rennen etwa aufgrund des Verfehlen des Touchpads eines Vorläufers nicht beginnen konnten, werden durchgestrichen gezeigt                          |